# Biserica de lemn din Bucuroaia

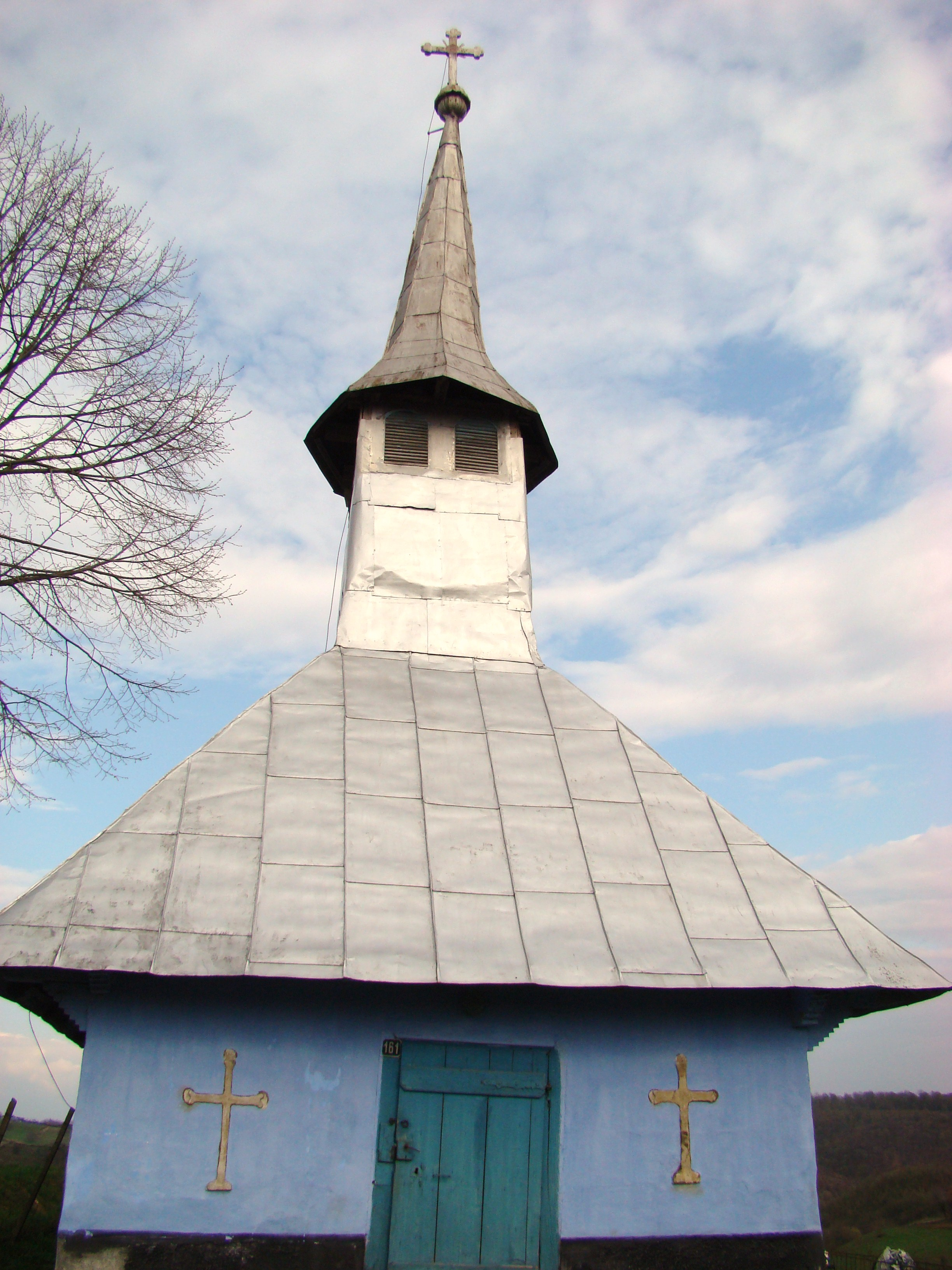
Biserica de lemn „Adormirea Maicii Domnului" din Bucuroaia, foto: aprilie 2010.

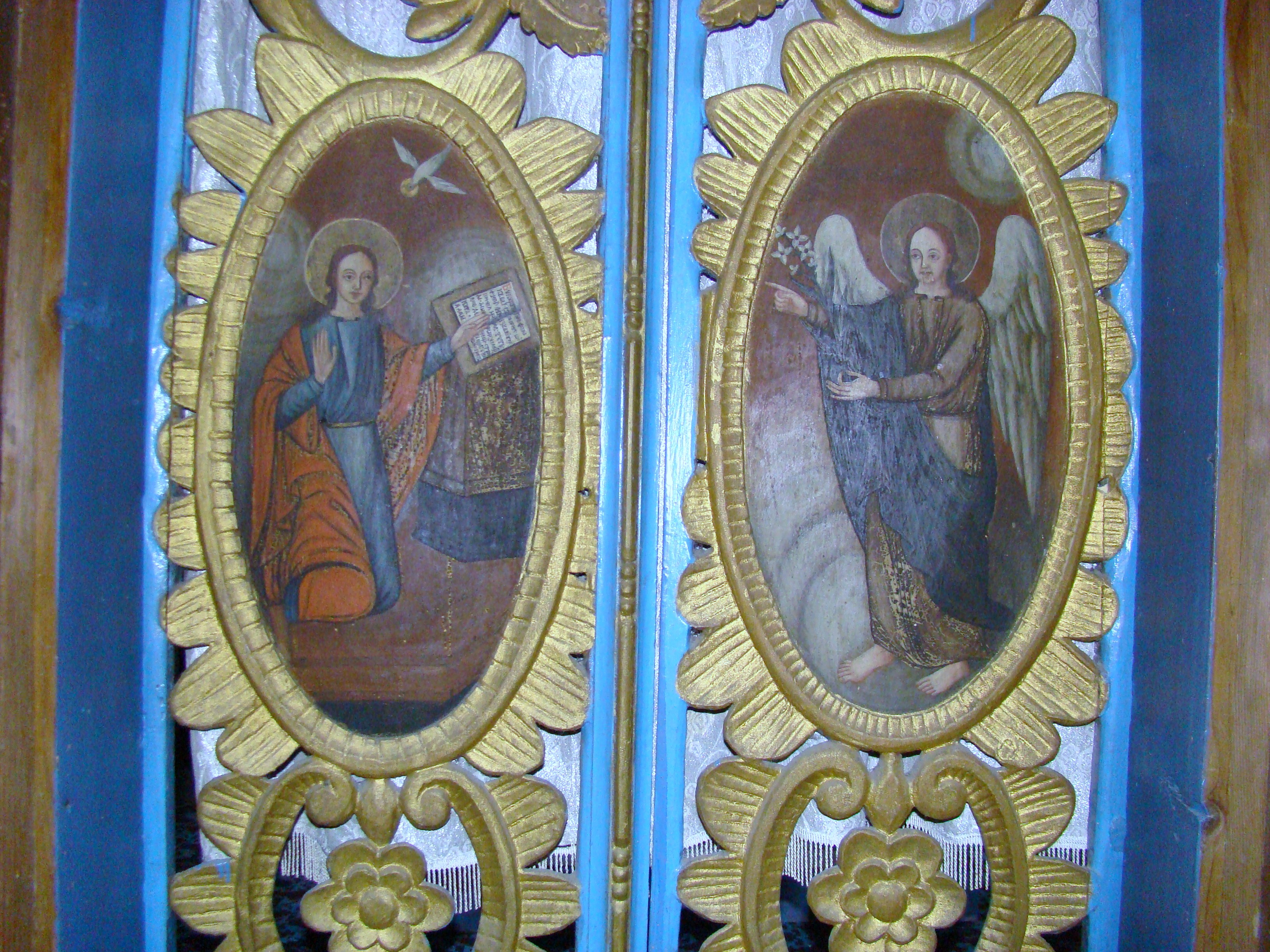
Uşile împărăteşti „Bunavestire”

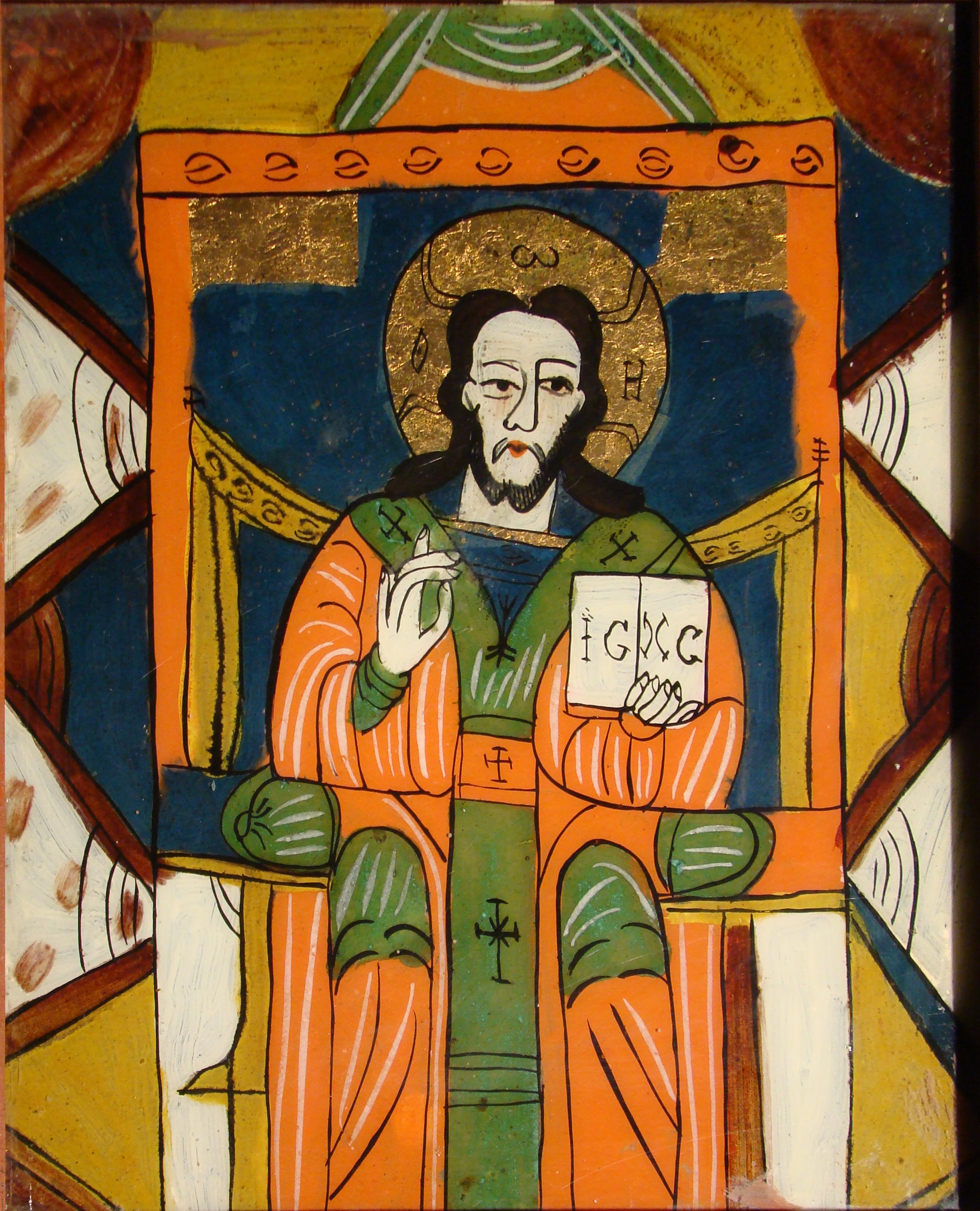
Icoane pe sticlă, Şcoala de la Nicula

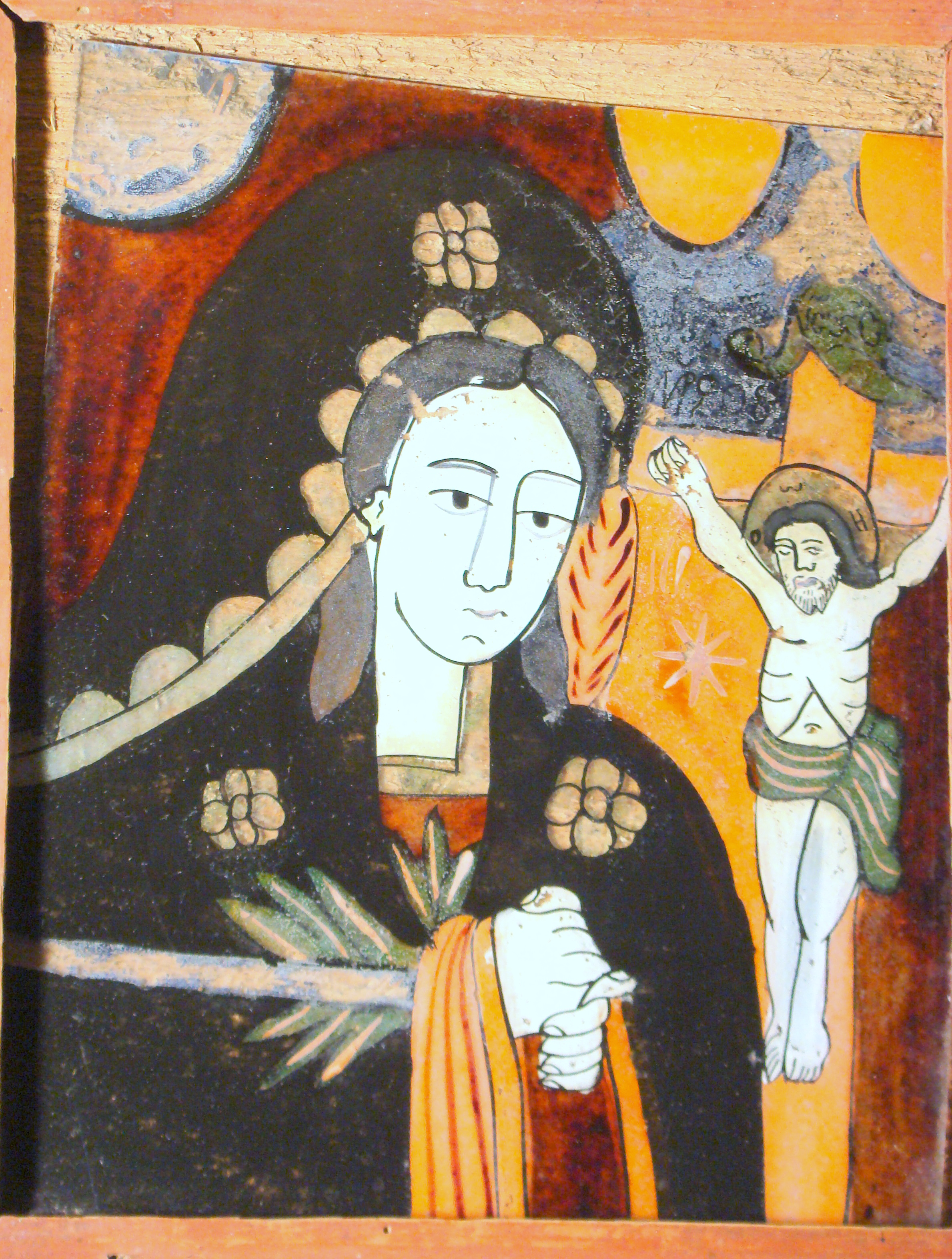

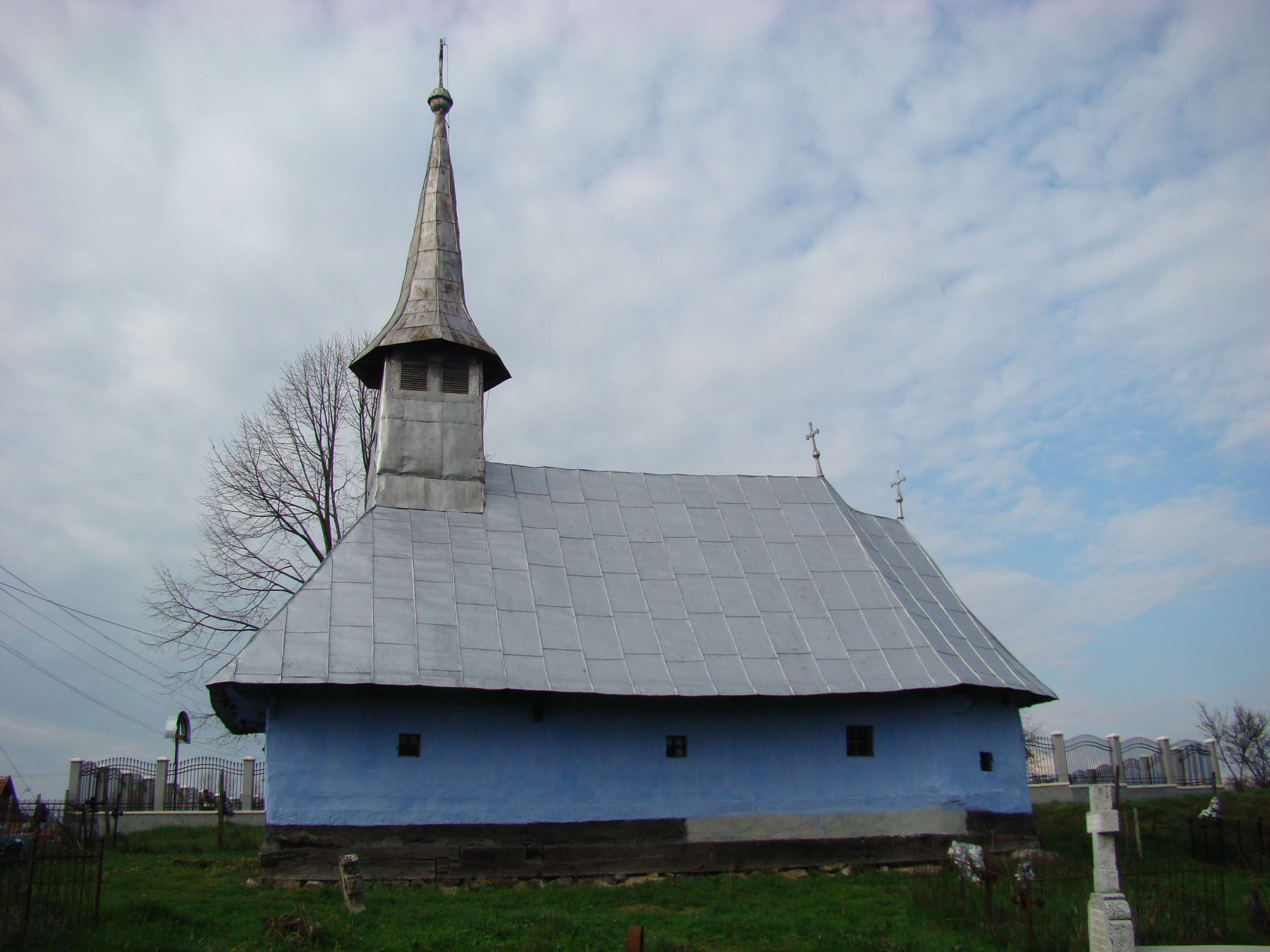
Vedere dinspre sud a bisericii

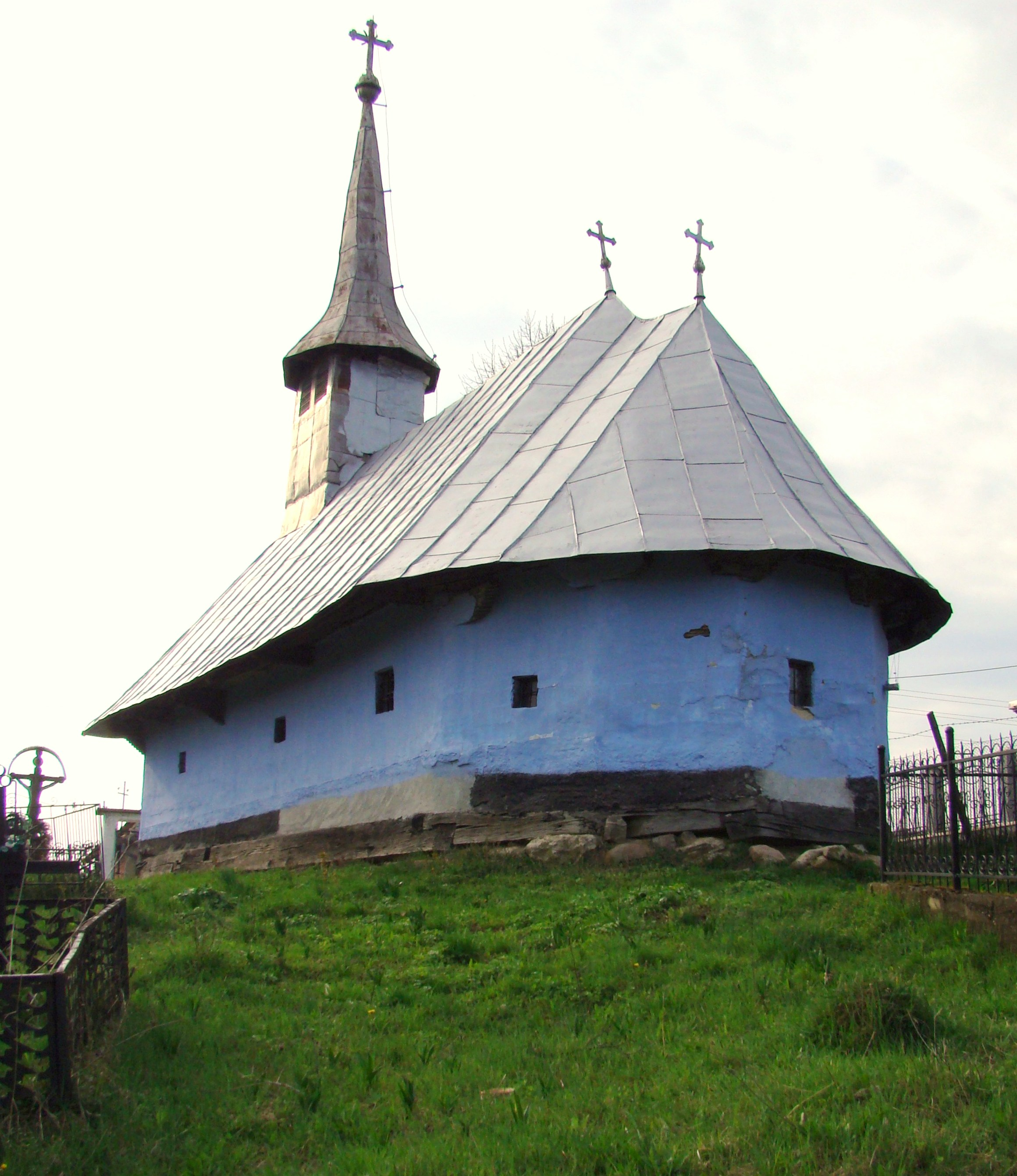

Biserica de lemn din Bucuroaia, comuna Copăcel, județul Bihor, datează din secolul XVIII (1745). Are hramul „Adormirea Maicii Domnului”. Biserica se află pe noua listă a monumentelor istorice sub codul LMI:  BH-II-m-B-01123.

## Istoric și trăsături
Lucrările de istorie mai vechi afirmă că biserica de lemn din Bucuroaia s-ar fi construit în anul 1545. Că a existat de timpuriu biserică în această localitate, nu încape îndoială, dar că aceasta ar fi fost și prima biserică a satului este greu de presupus. Răspunsul dat conscriptorului de la 1756 a fost: „Satul a construit biserica", ceea ce însemna că se știa cu exactitate acest lucru. Se știe din alte documente că în cazul unor sate cu biserici foarte vechi se spunea că „strămoșii au construit biserica", alteori nu se știa precis cine anume: satul sau preotul. În acest caz tradiția orală păstrată la Bucuroaia, potrivit căreia biserica veche a fost mutată de pe „Dealul popii" în mijlocul cimitirului „nou", de azi, în anul 1754, poate fi luată drept veridică. Așadar, forma în care biserica se prezintă azi este rezultatul unei strămutări și renovări substanțiale în secolul al XVIII-lea. Toponimicul păstrat „Dealul popii" (și tot acolo: „Cimitirul vechi") este un indiciu sigur că acolo a fost construită prima biserică a satului. 
Planul navei nu are nimic deosebit față de alte biserici; în schimb, absida poligonală nedecroșată reprezintă una din rarele variante de acest gen în Bihor. Lungimea nu depășește 12 m, iar lățimea navei este de 6 metri, lăcașul situându-se în rândul celor mai mici biserici de lemn din zonă.
În anii 1927 și 1934 s-au operat la biserică unele modificări mai importante: înlocuirea în primul an a învelitorii vechi de șindrilă cu alta din tablă și retencuirea în al doilea an a pereților, atât în interior, cât și în exterior, cu un strat gros de ceamur. 
Temelia este scundă, pietrele s-au afundat aproape de tot în pământ din cauza umezelii cauzate de apa căzută foarte aproape de temelie, atât datorită lipsei din plan a prispei, cât și a streașinei foarte retrase. La absidă, bârnele din cununile pereților sunt prinse între ele prin cheotorile în formă de „T", cheotori care au fost executate numai din topor, în vremea în care fierăstrăul era o unealtă foarte rară și, evident, foarte scumpă. Trei bârne sunt prelungite în console discrete, în două variante: cu aripile duble - la colțurile navei - și cu o singură aripă la fiecare din cei cinci pereți ai absidei.
Acoperișul este fragmentat în două părți distincte, la navă și la absidă. Turnul se ridică deasupra tindei, de o formă nu prea zveltă, poate modificat și el, cu ocazia uneia din renovările trecute. Oricum, balconul închis, căptușit de jur împrejur cu tablă și prevăzut pe fiecare latură cu câte două ferestruici cu rol fonic, nu avea la început această înfățișare. Învelișul de tablă a schimbat și linia coifului, a săgeții.
Unele particularități constructive le vom găsi în rezolvările închiderii spațiului în interior, la absidă. De la peretele iconostasului și până în dreptul mesei din altar, se află o învelitoare arcuită sub forma unui trunchi de con. Semicercul mic se reazemă pe arcul direct proporțional care, la rândul său, este susținut de bârna orizontală ce mai are și funcția de a lega cei doi pereți extremi ai încăperii între ei. Porțiunea cuprinsă între bârna respectivă și peretele de răsărit al încăperii este tăvănită. Un arc dublou interior și alte șapte exterioare susțin bolta semicilindrică a naosului.
Decorul acestei biserici de lemn este destul de sărac și este firesc să fie așa, ținând cont de vechimea monumentului, de posibilitățile materiale ale unui sat sărac, cu pământuri neproductive. O scândură cu motive traforate, amintind canoanele artei baroce, este fixată de iconostas. Pictură se află doar la ușile diaconești („Sf. Mihail" și ,,Sf. Nicolae") și cele împărătești („Bunavestire"), zugrăvite în secolul al XVIII-lea. „Stucaturile" cruciforme de pe peretele de vest, în exterior, ne amintesc larga răspîndire, acum și înainte, a acestui sistem de ornamentare a caselor vechi din Bihor, stucaturi ce nu de puține ori erau alt fel văruite decât peretele, de regulă în albastru de cicoare.
Trei icoane pe lemn (din care una cu inscripția: „Această icoană s-au făcut de Crevila Todora"), databile în secolul al XVIII-lea, și altele pe sticlă, provenite de la Nicula, împreună cu ștergarele vechi ce atârnă pe pereți, constituie tot decorul interior al acestei arhaice construcții bisericești.

## Patrimoniu
Cărțile vechi păstrate la biserica din Bucuroaia sunt: Chiriacodromion, București, 1732 (cu însemnarea: „Au perit vacile de călbază în anul 1897 că au fost ploi multe primăvara și grâu au fost puțin, Gavril Popa"); Antologhion, Rîmnic, 1745 (cu însemnarea „în anul 1864 în luna octombrie 14 s-au gătat școala din Bucuroaia și învățătoriu din preparandie au fost Pelea Vasile hotărît de domnu protopop Ambrosiu Marchiș de judele primariu Costin Toma din Beiuș. Scris-am spre aducere aminte ca să se știe de când ii școala"); Octoih, Rîmnic, 1763 (cu însemnarea: ,,în anul 1865 în luna iunie 17—18 au brumat, nu au mai fost poame. Scris prin Vasilie (Pelea) învățătoriu"); Triod, Blaj, 1800 (cu mai multe însemnări marginale):
- „Acest Triod l-au cumpărat Popa Petru cu 20 fl. în anul 1806 septembrie 3";
- „Această sfântă și dumnezeiască carte anume Triod o au cumpărat părintele Popa Petru cu 20 florini ... de la Cotuna Toma din Ardeal ... în anul acesta 1806. . . . și cine o ar fura de la această sfântă biserică sau o ar lua în tărie acela să fie afurisit și anatemat. 1806";
- „Scris-am eu smeritul și mult păcătosul Toma legător de cărți din Ardeal din numitul oraș Cluș într-acest anu 1806, decembrie 22";
- „în primăvara anului 1913 au fost ploi multe și roadă în holde tare puțină și dobitoacele s-or stricat încât în primăvara anului 1914 or perit oi, capre, vaci, boi de călbază. Teodor Banu";
- „Legatu de loan Budău învățătoriu în Pomezeu Câmpani la anul 1890 martie 30"); Apostol, Blaj, 1802; Penticostarion, Blaj, 1808; Polunoșciința de toate zilele, Blaj, 1808; Octoih, Buda, 1826.

## Imagini din interior

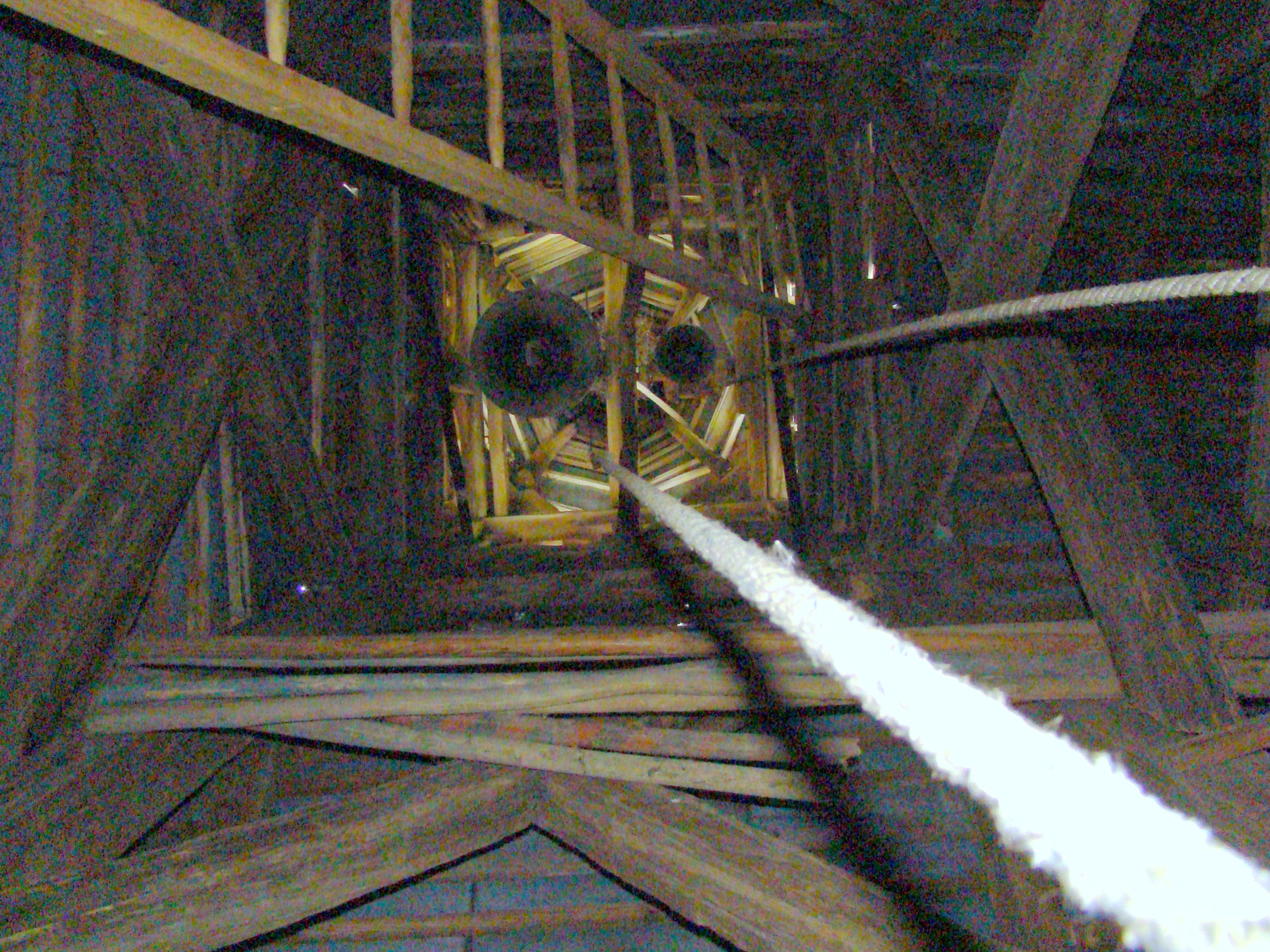
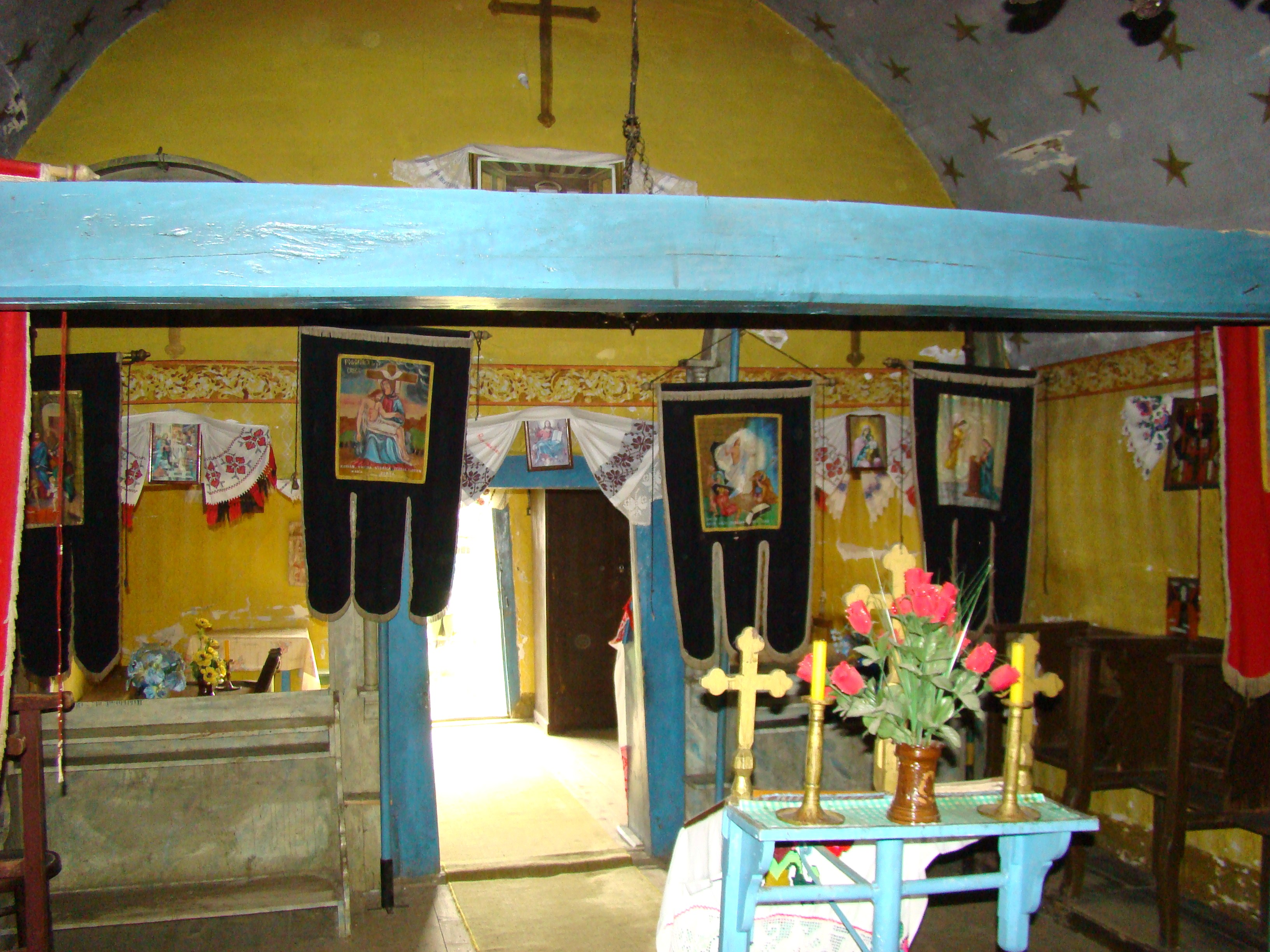
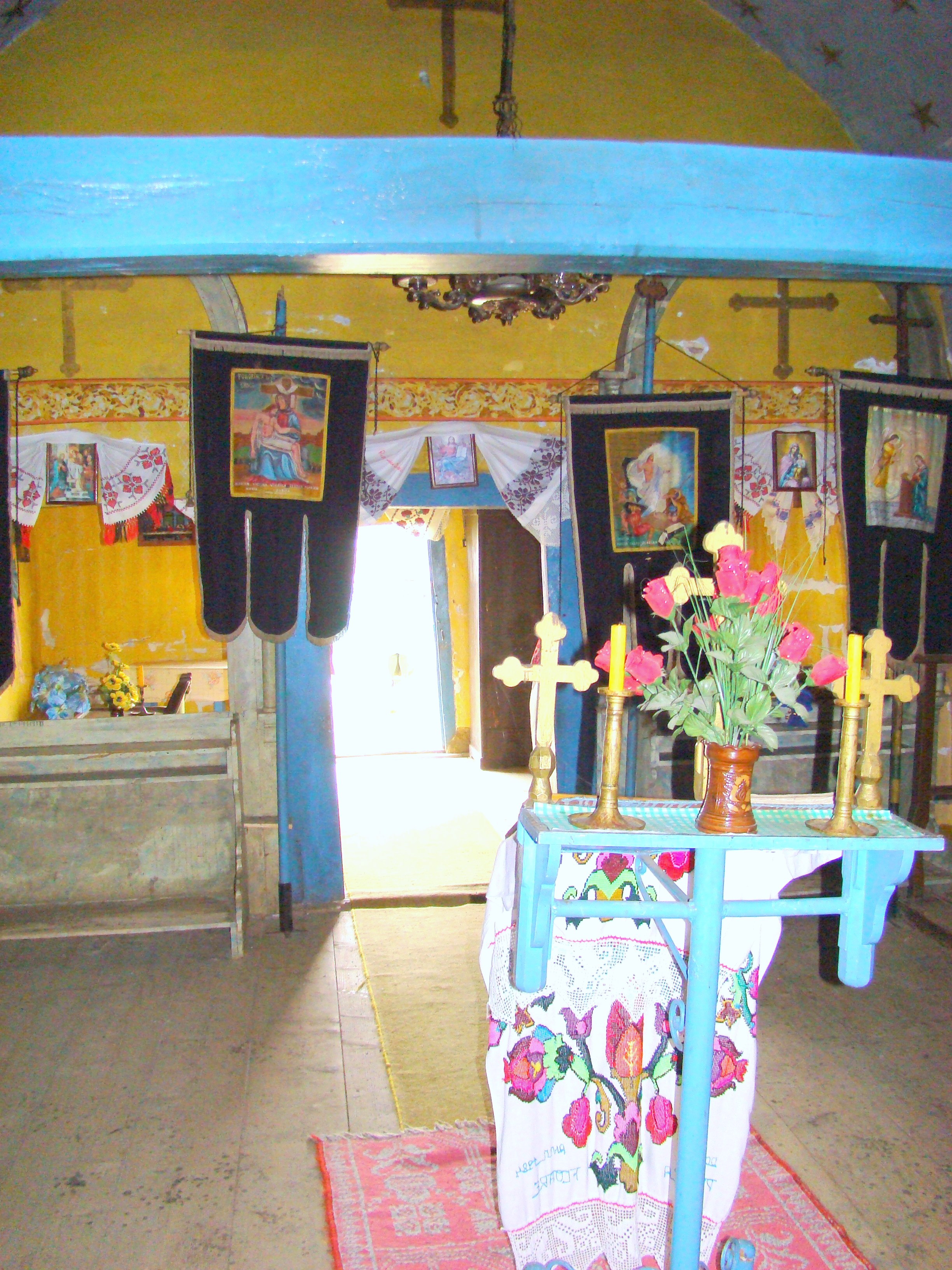
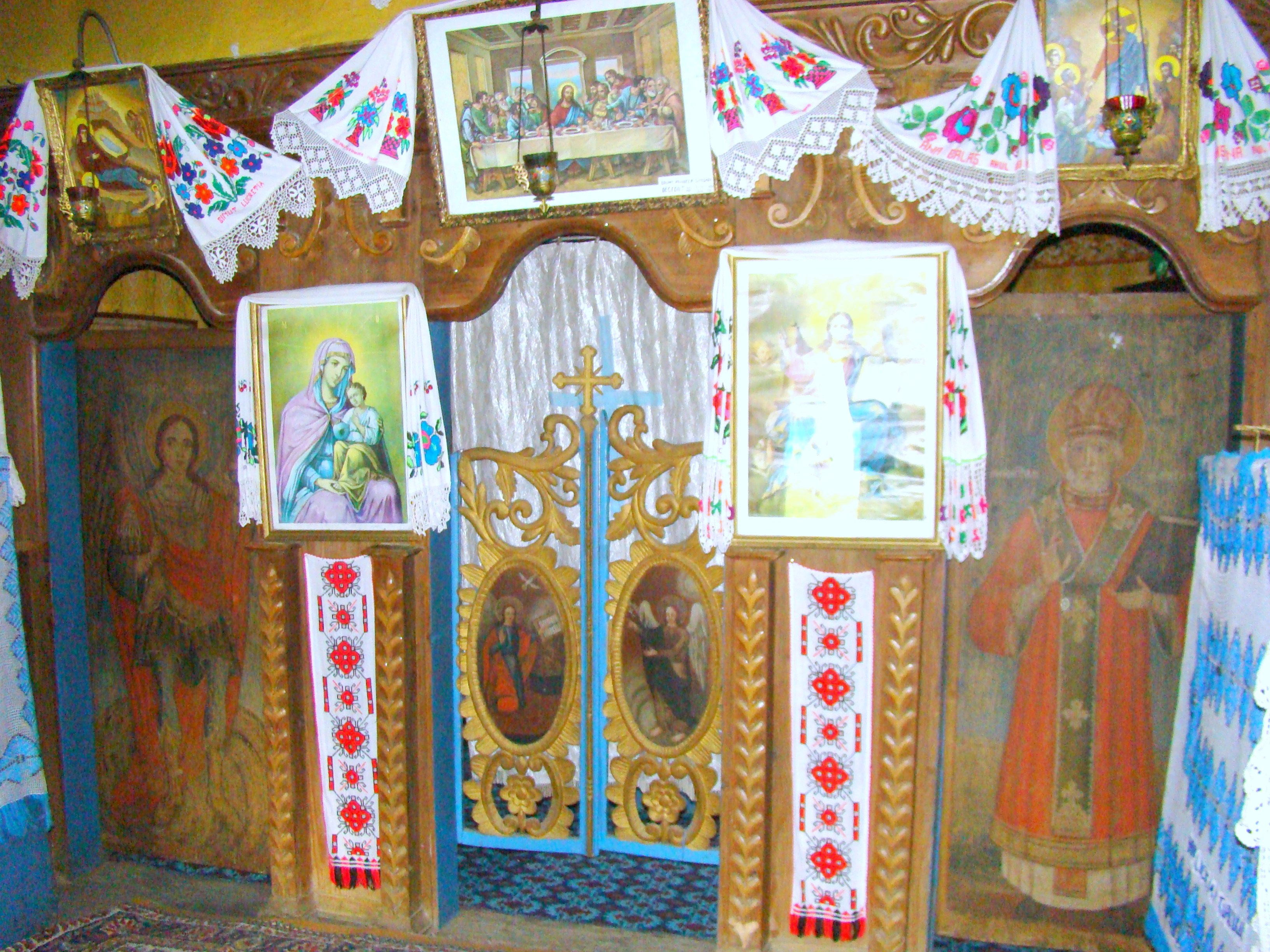
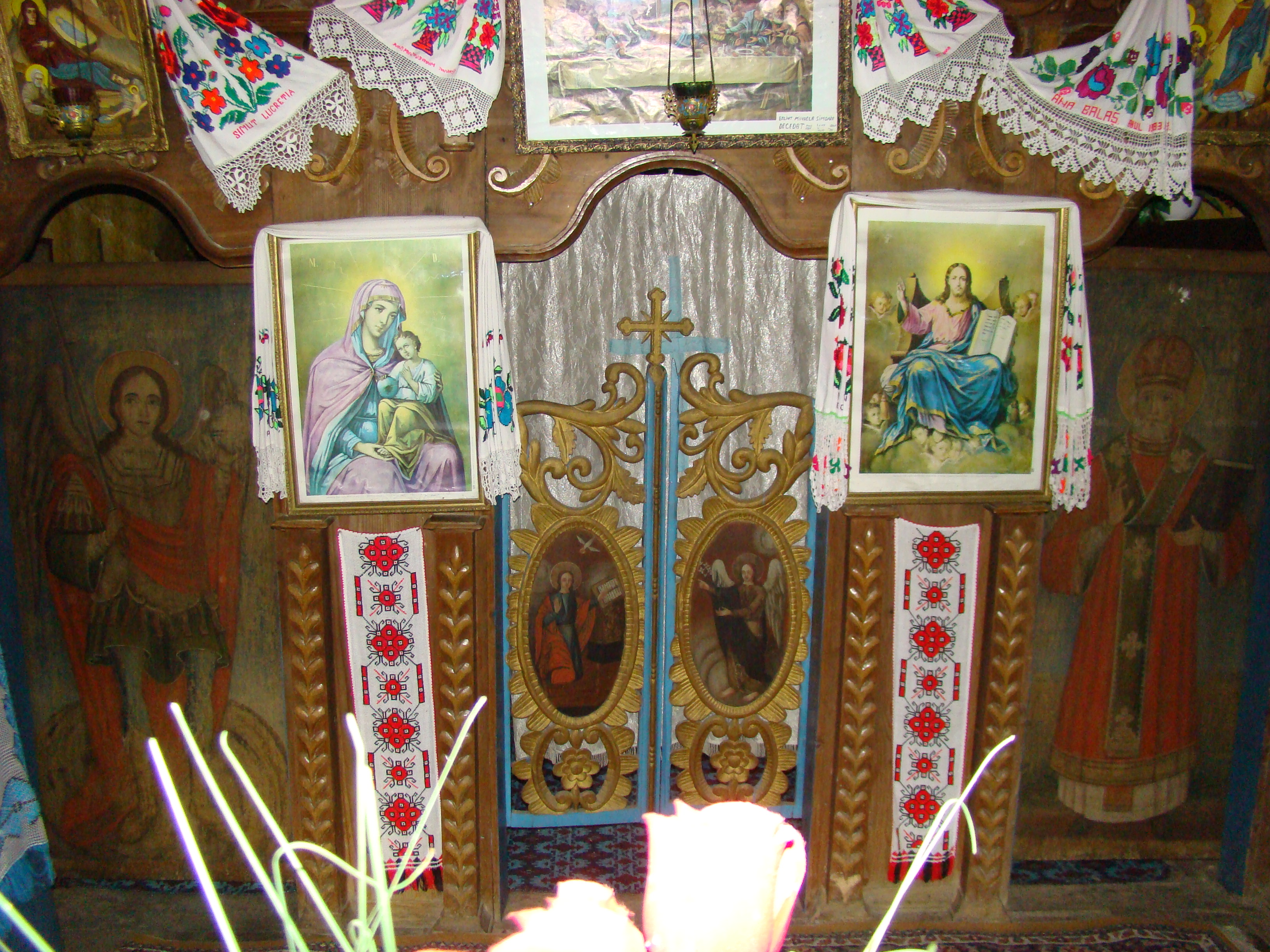
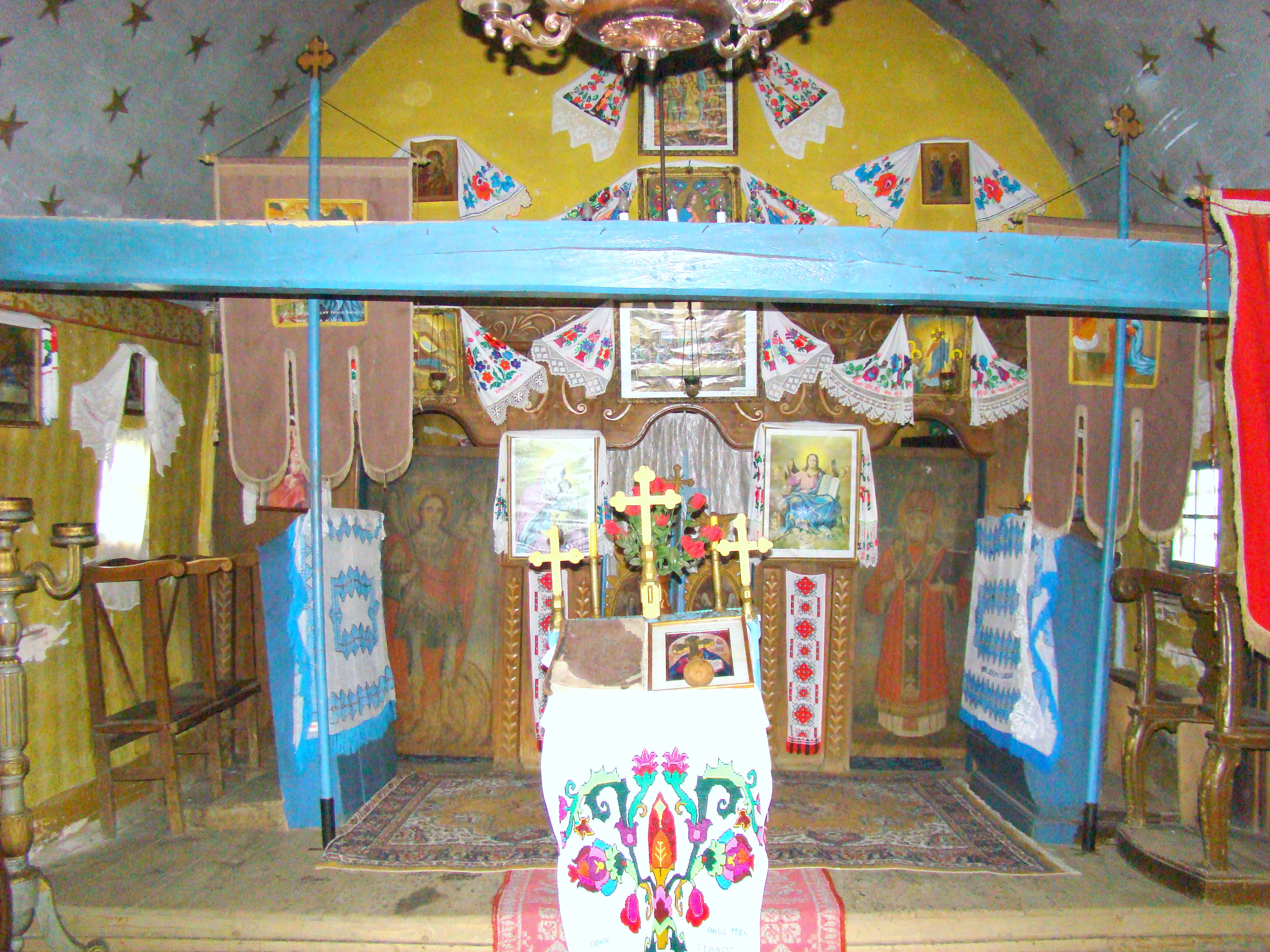
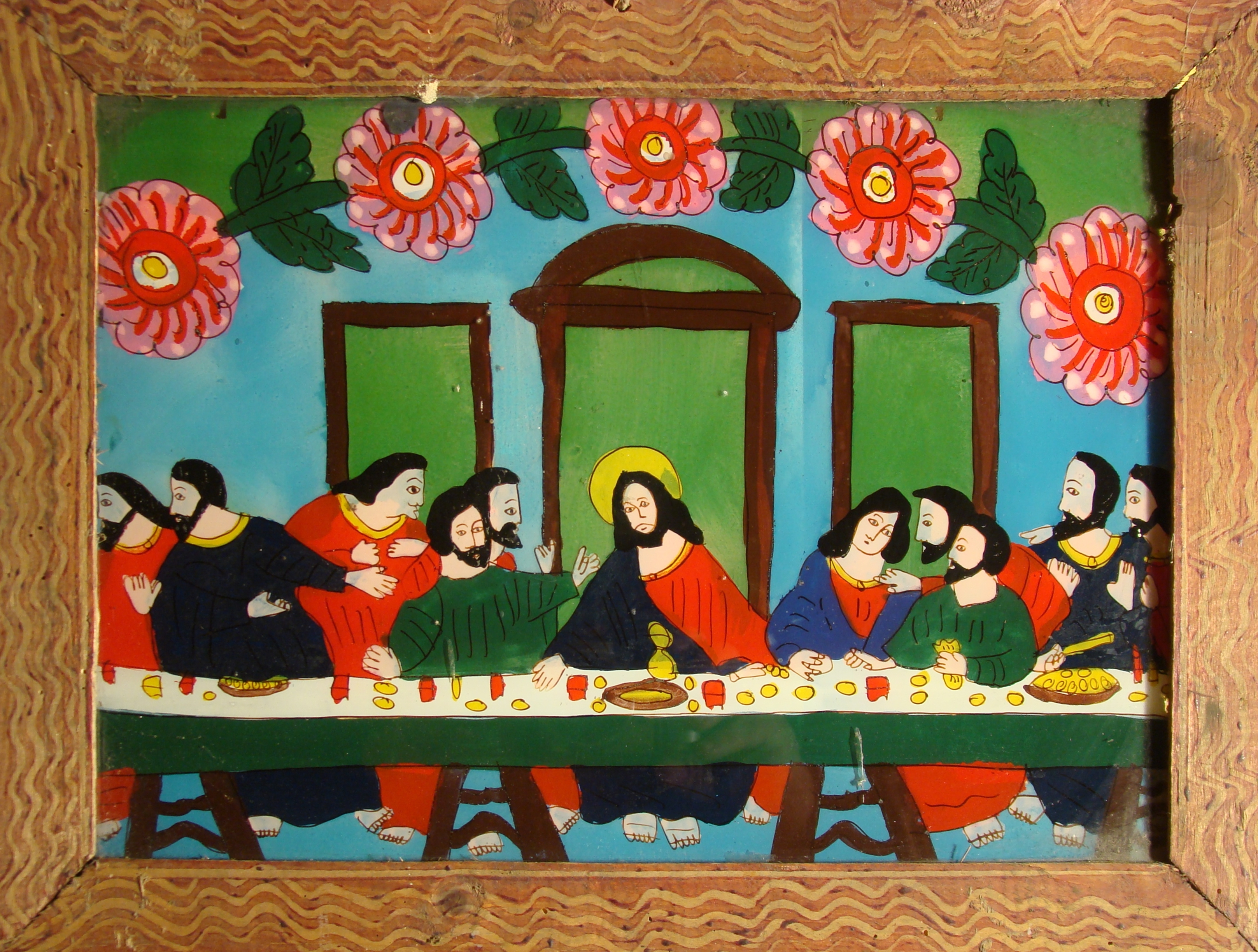
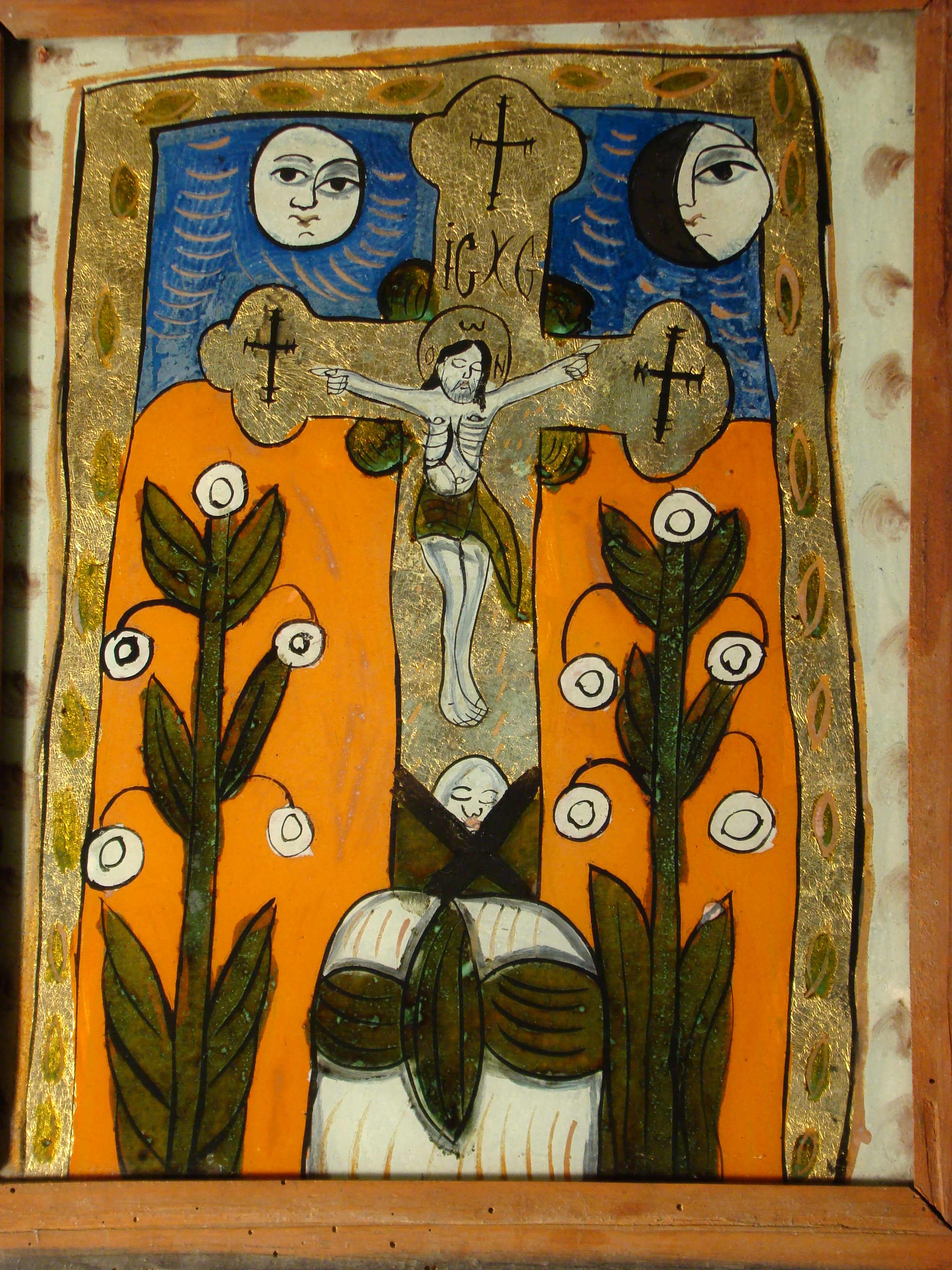
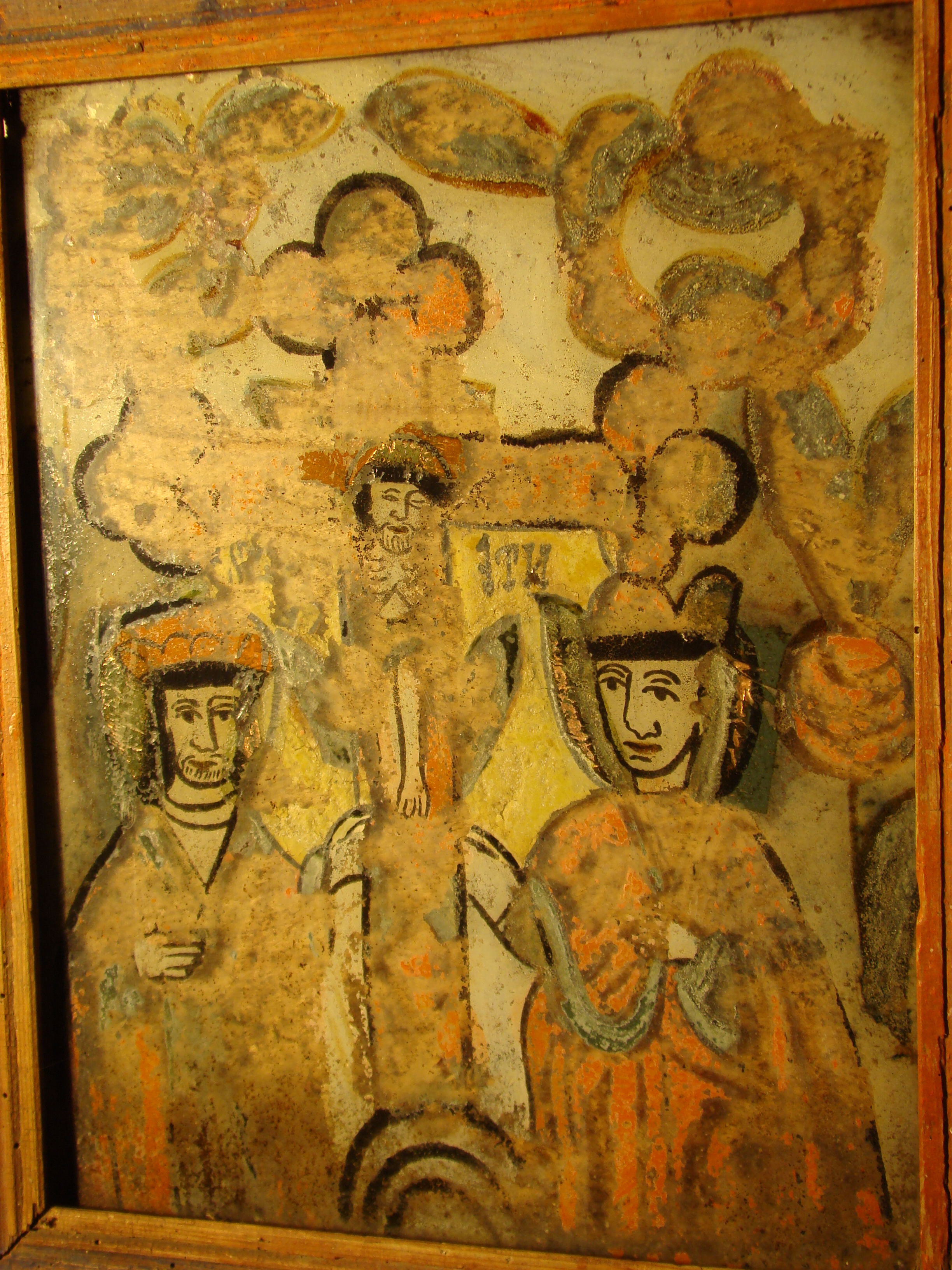
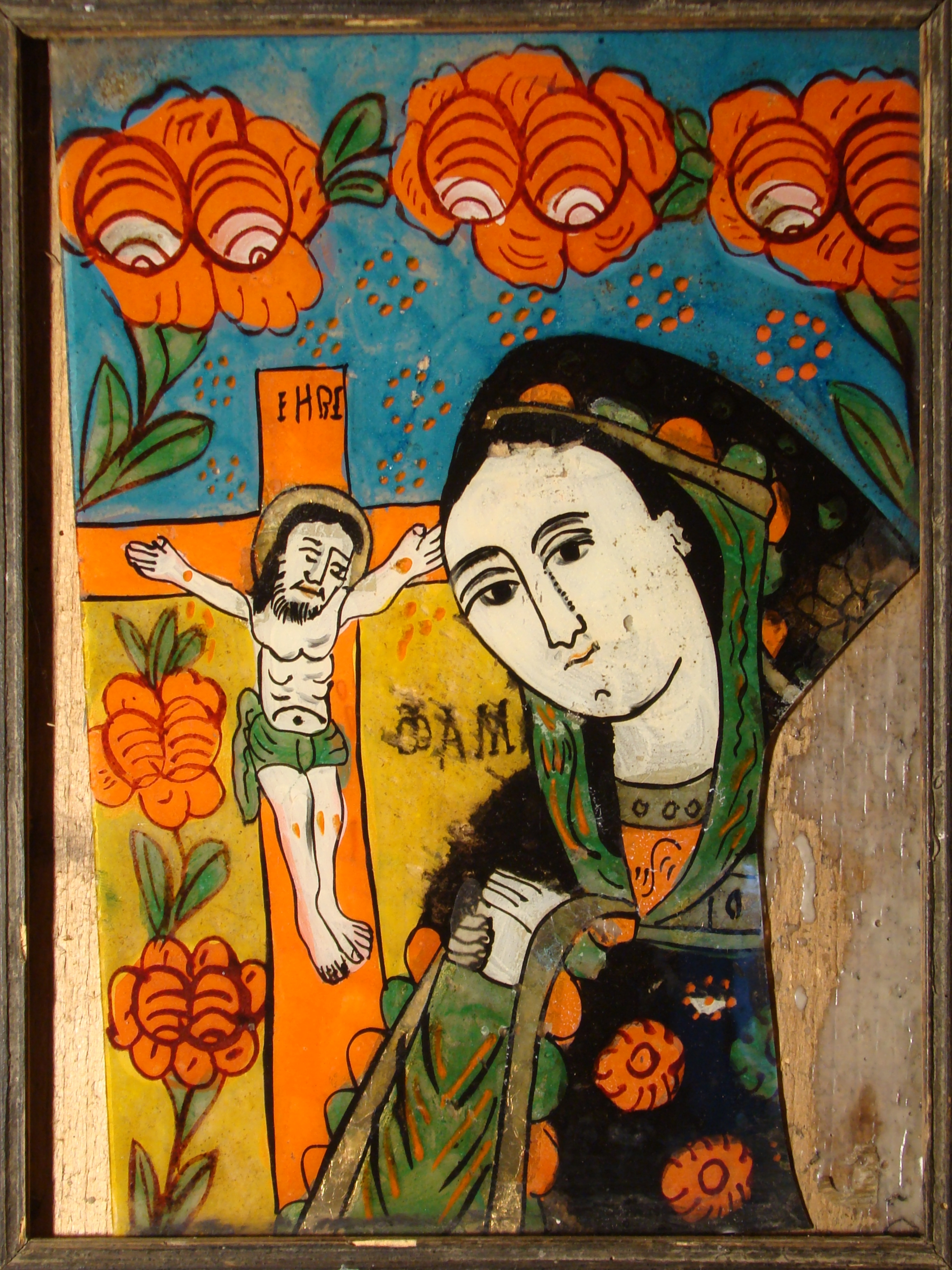
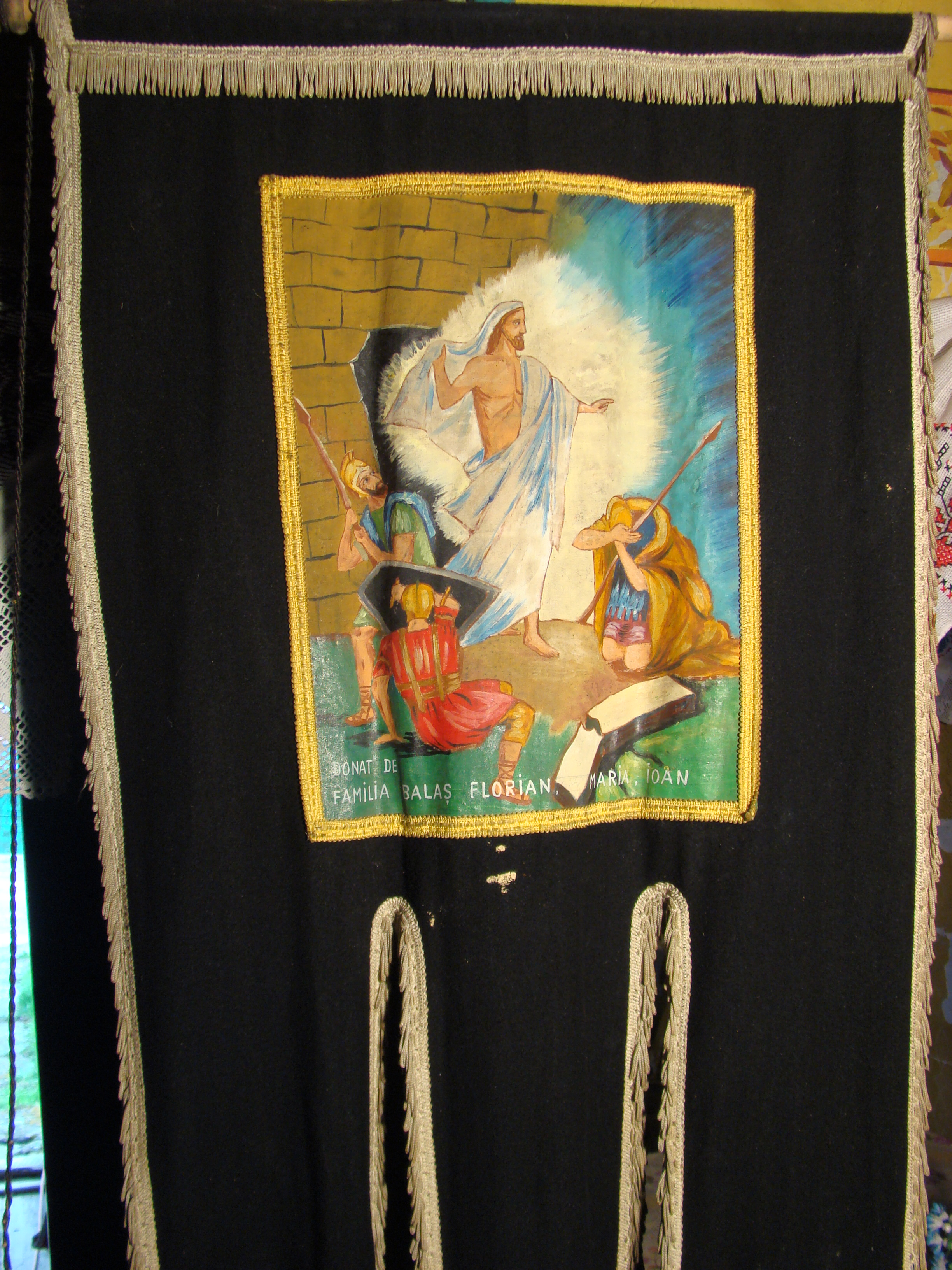
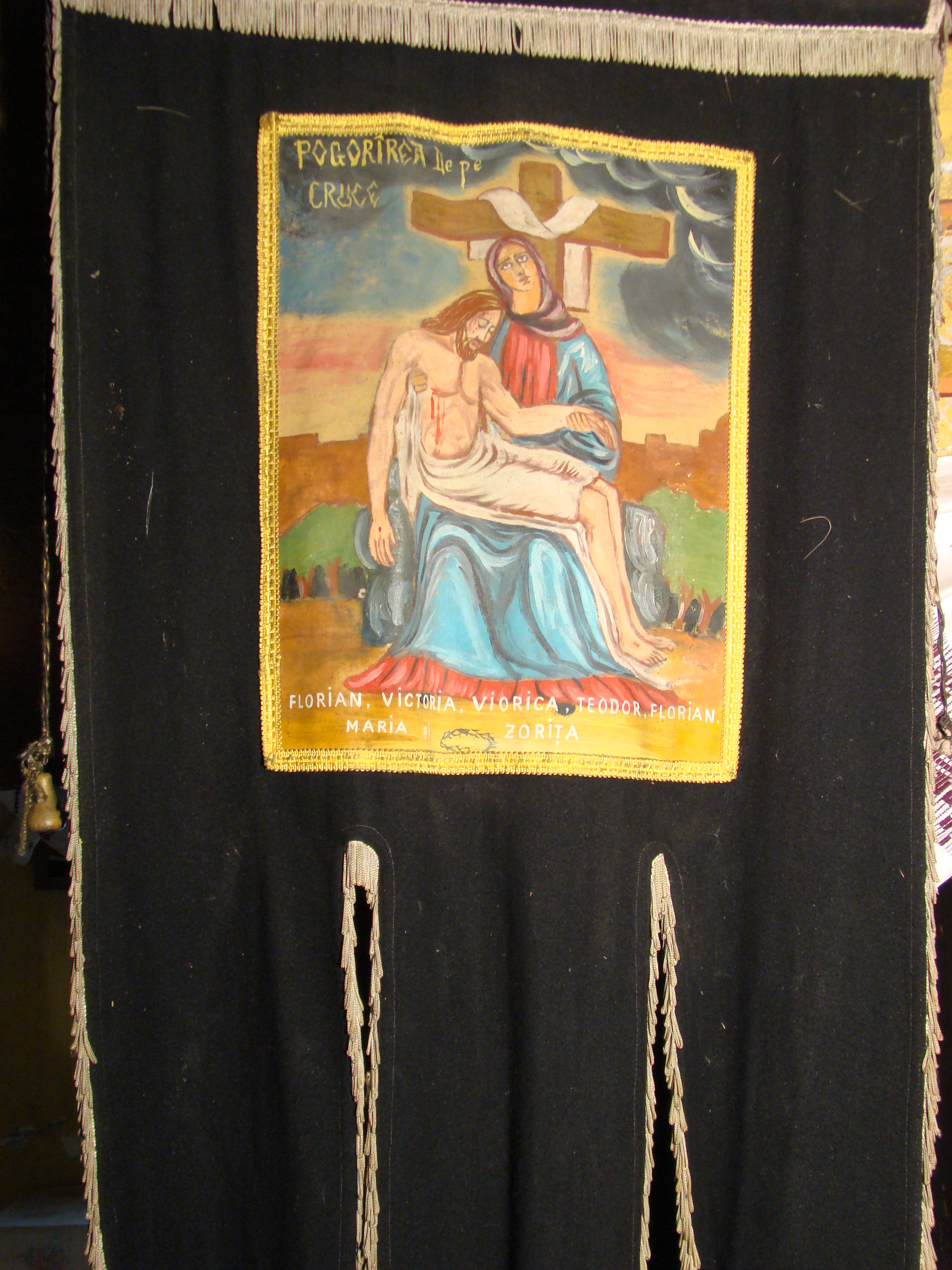
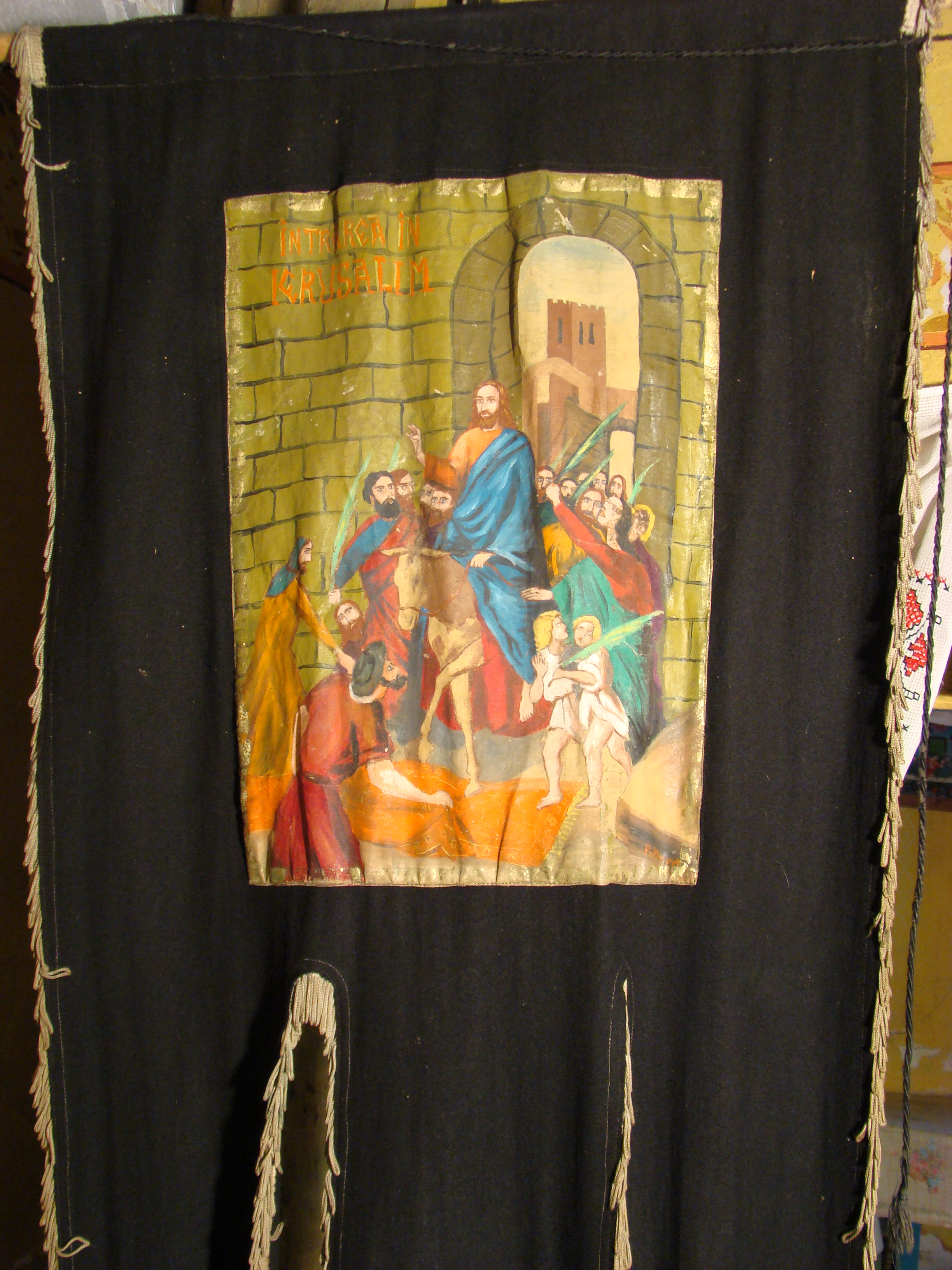
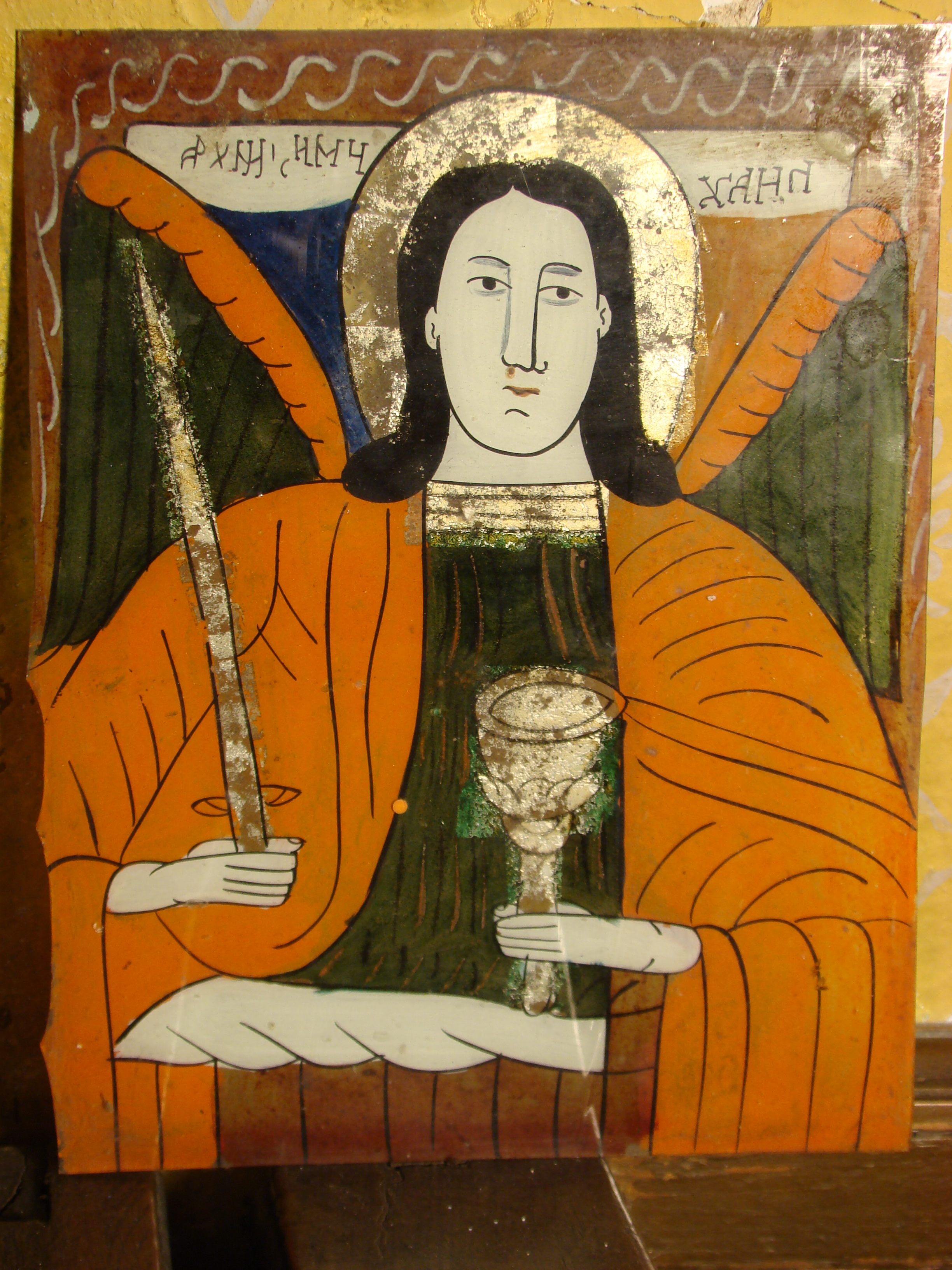
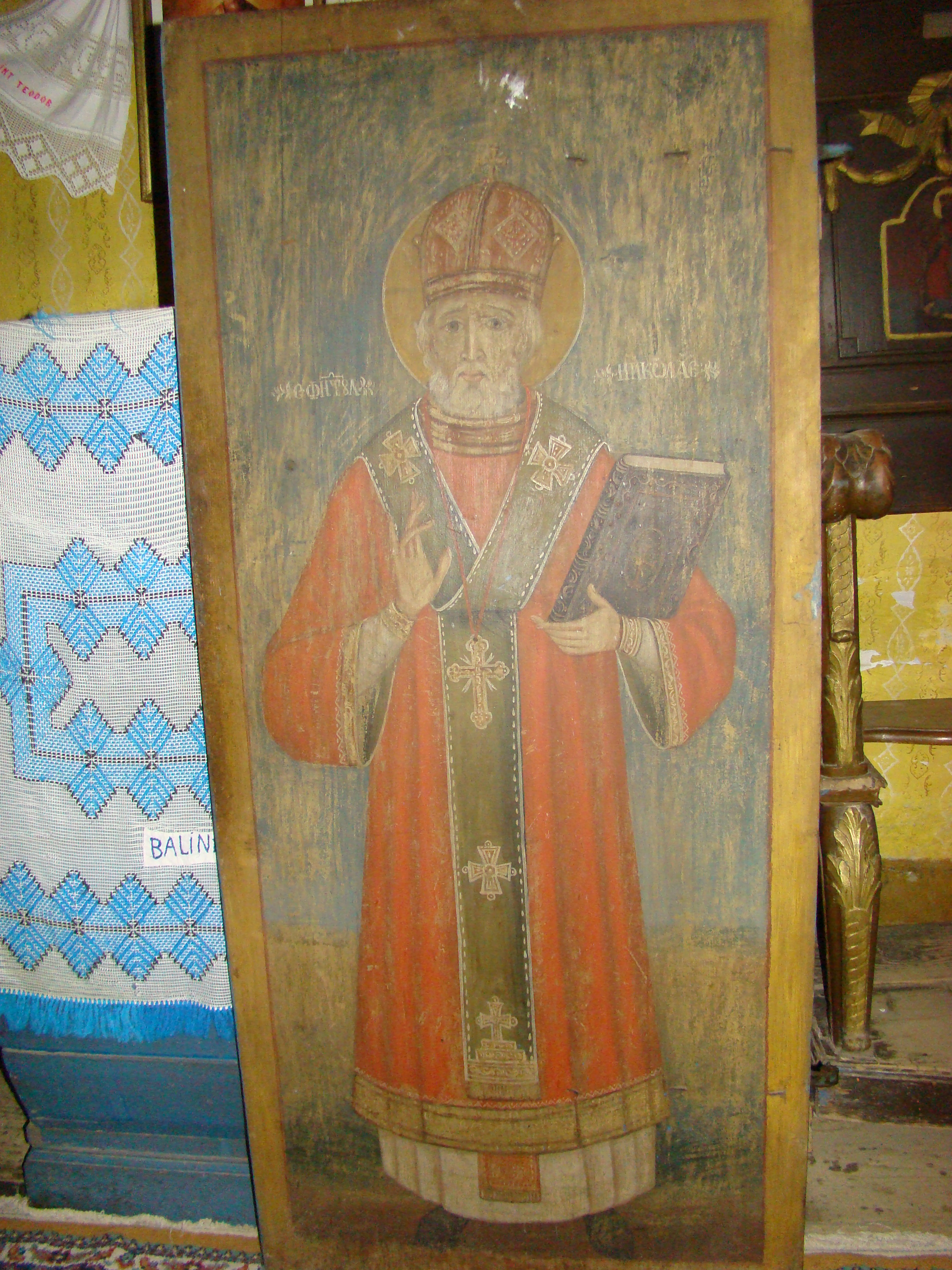
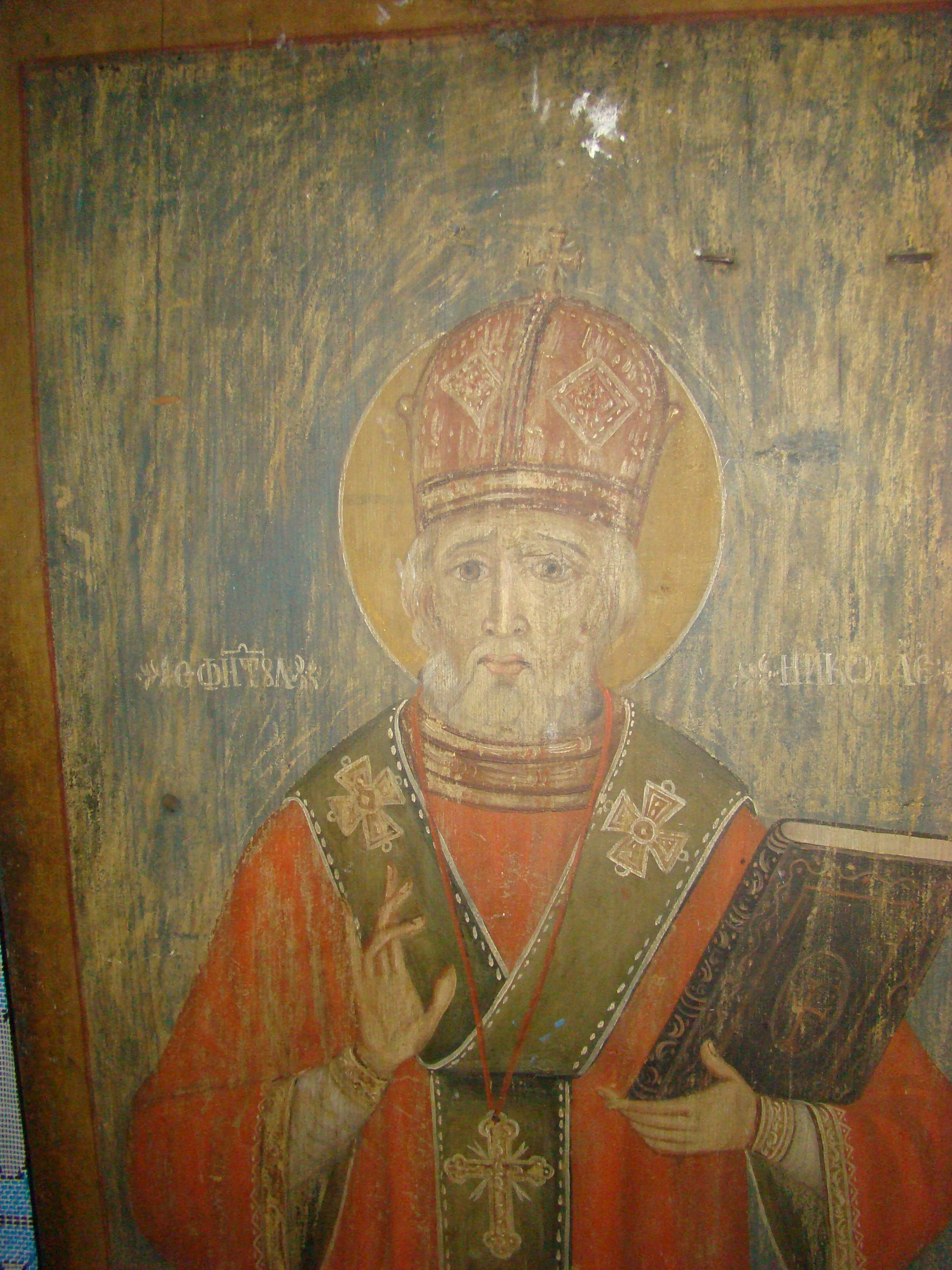
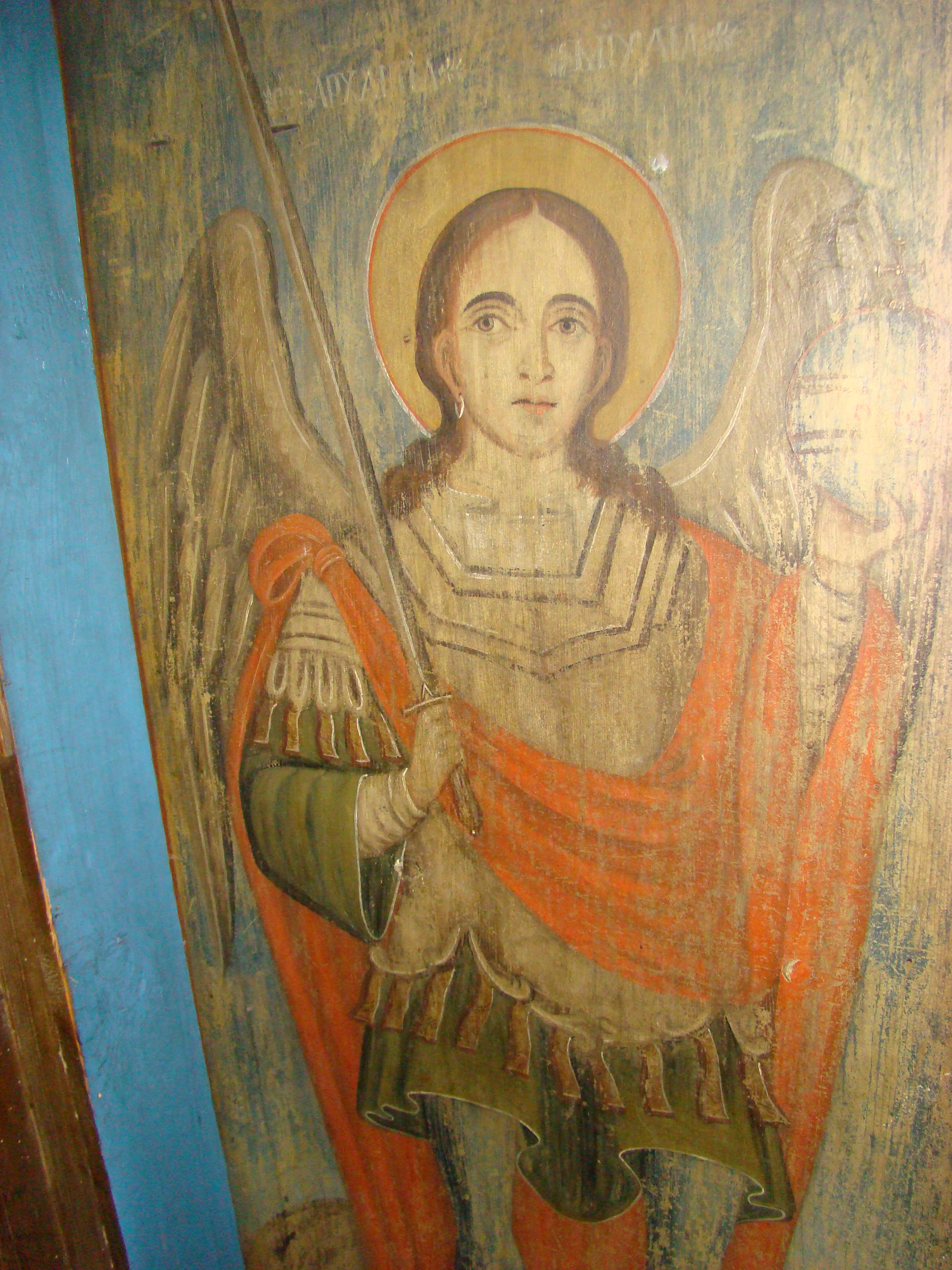
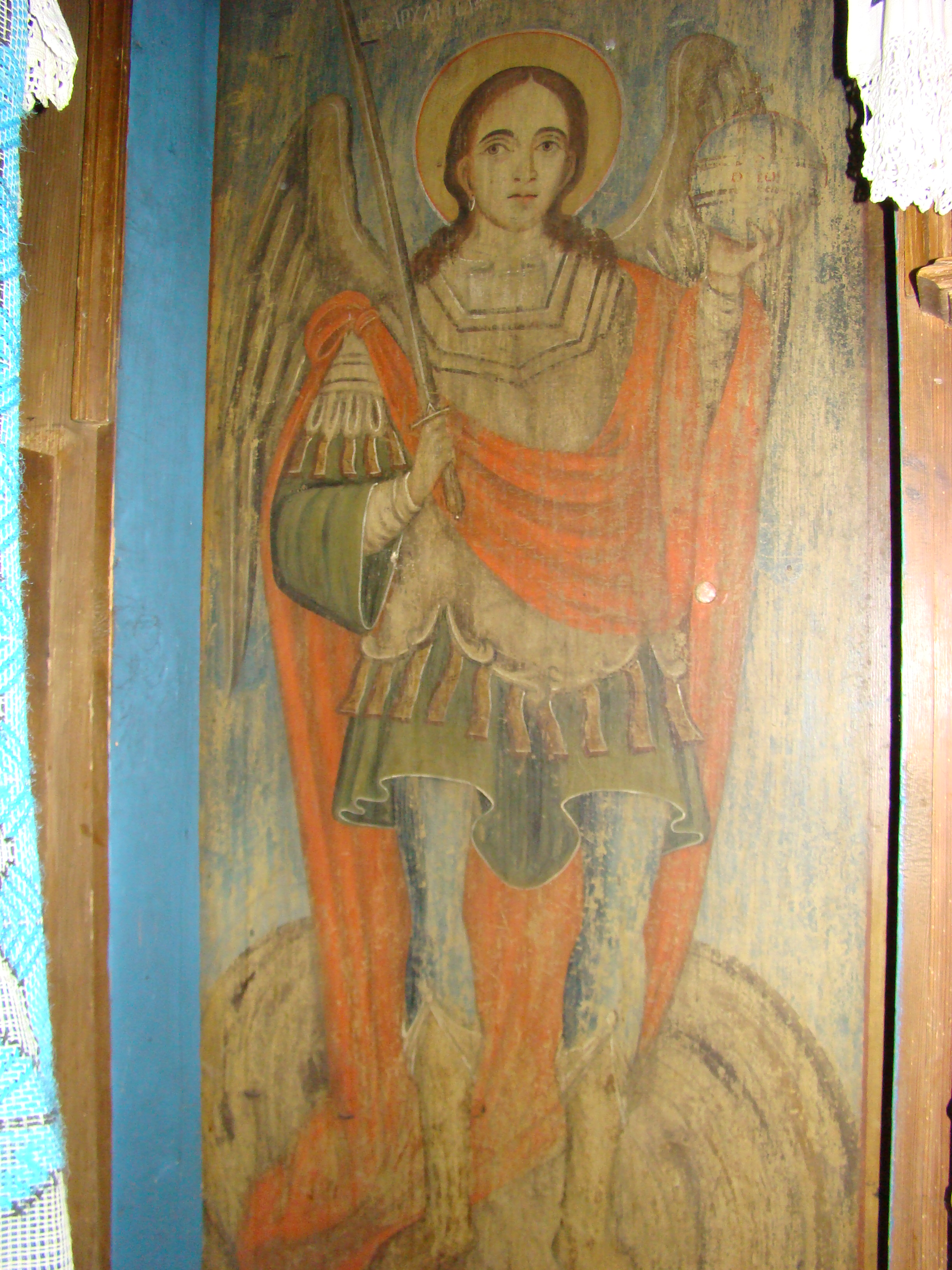
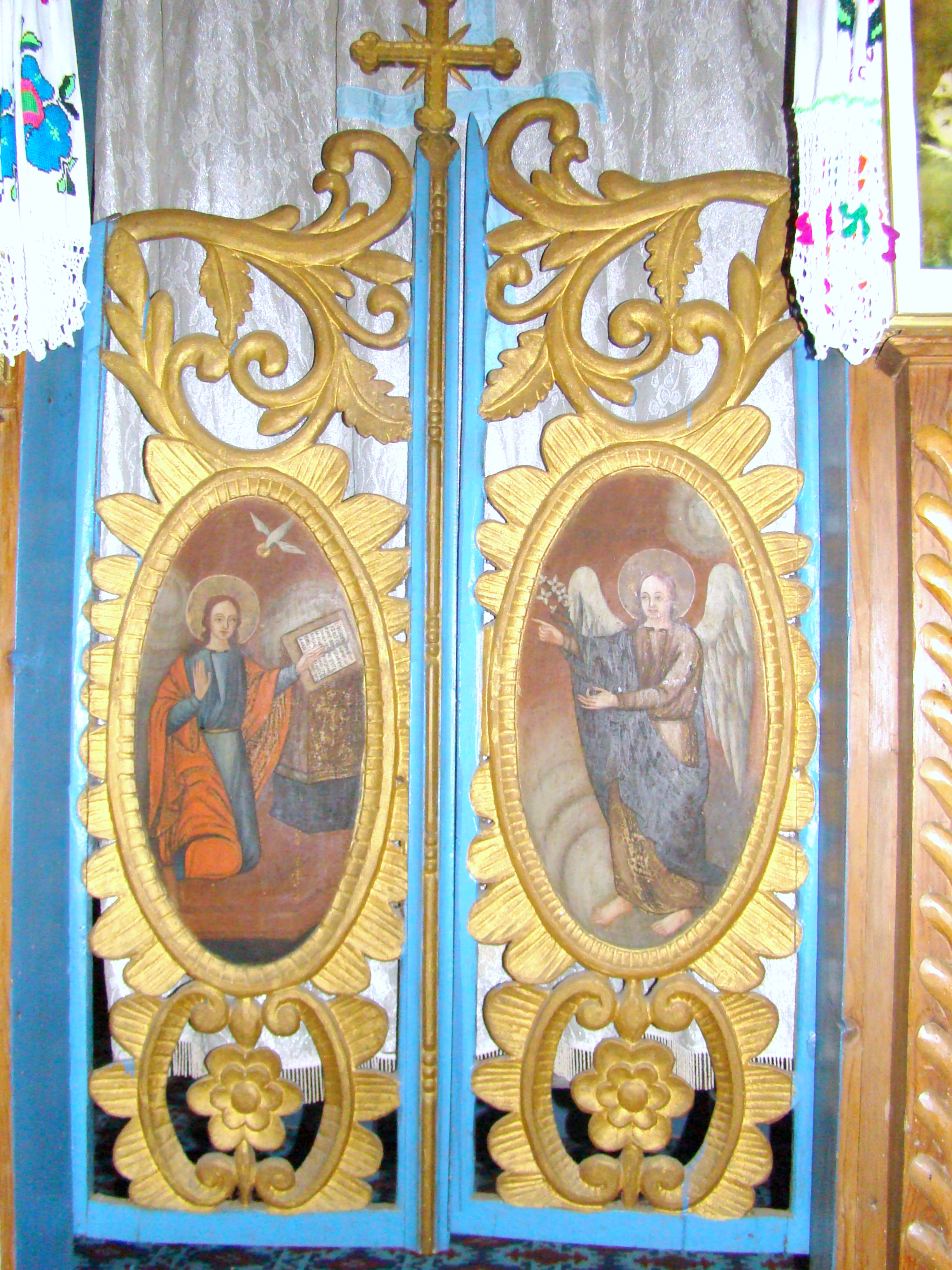
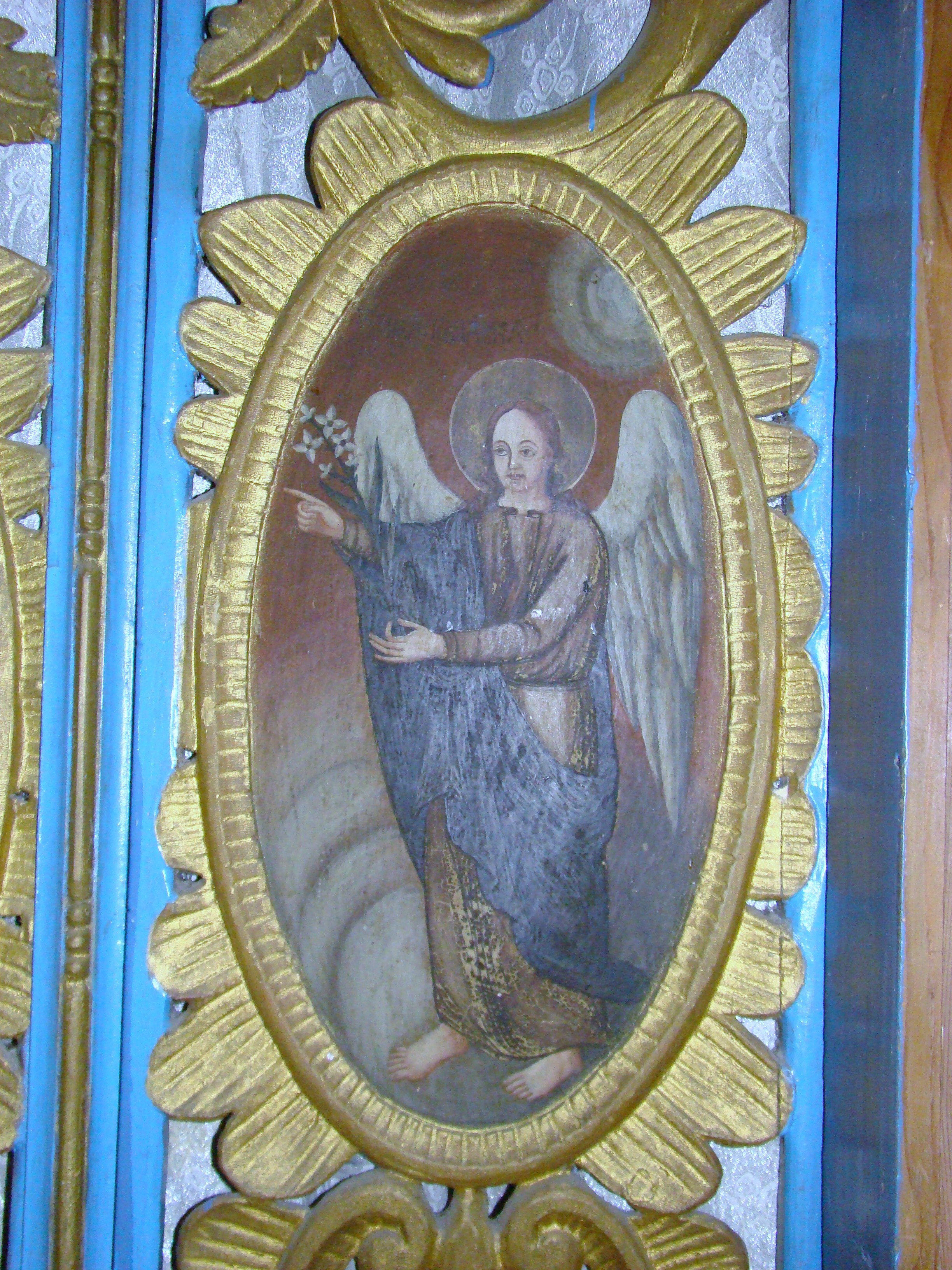
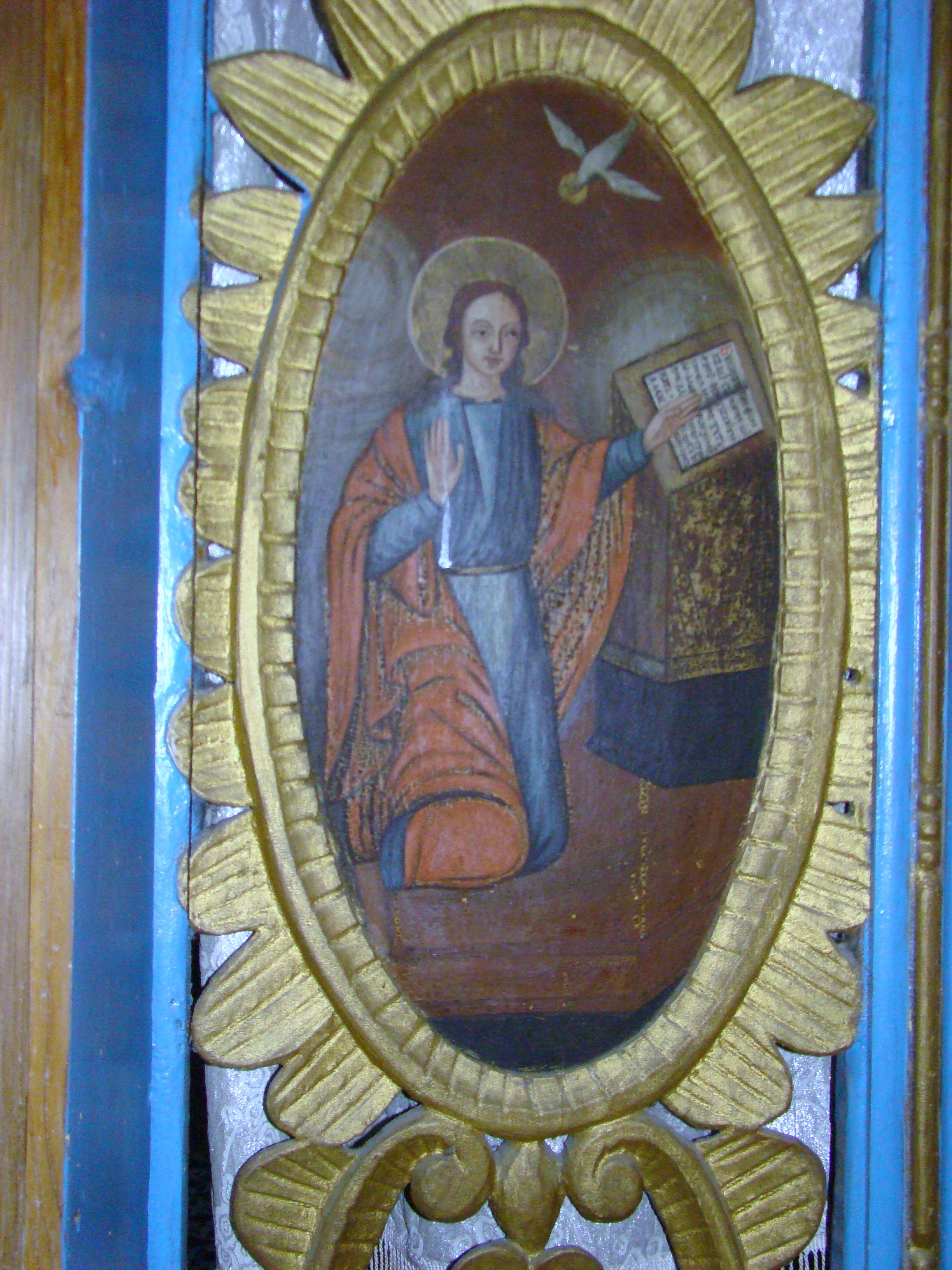
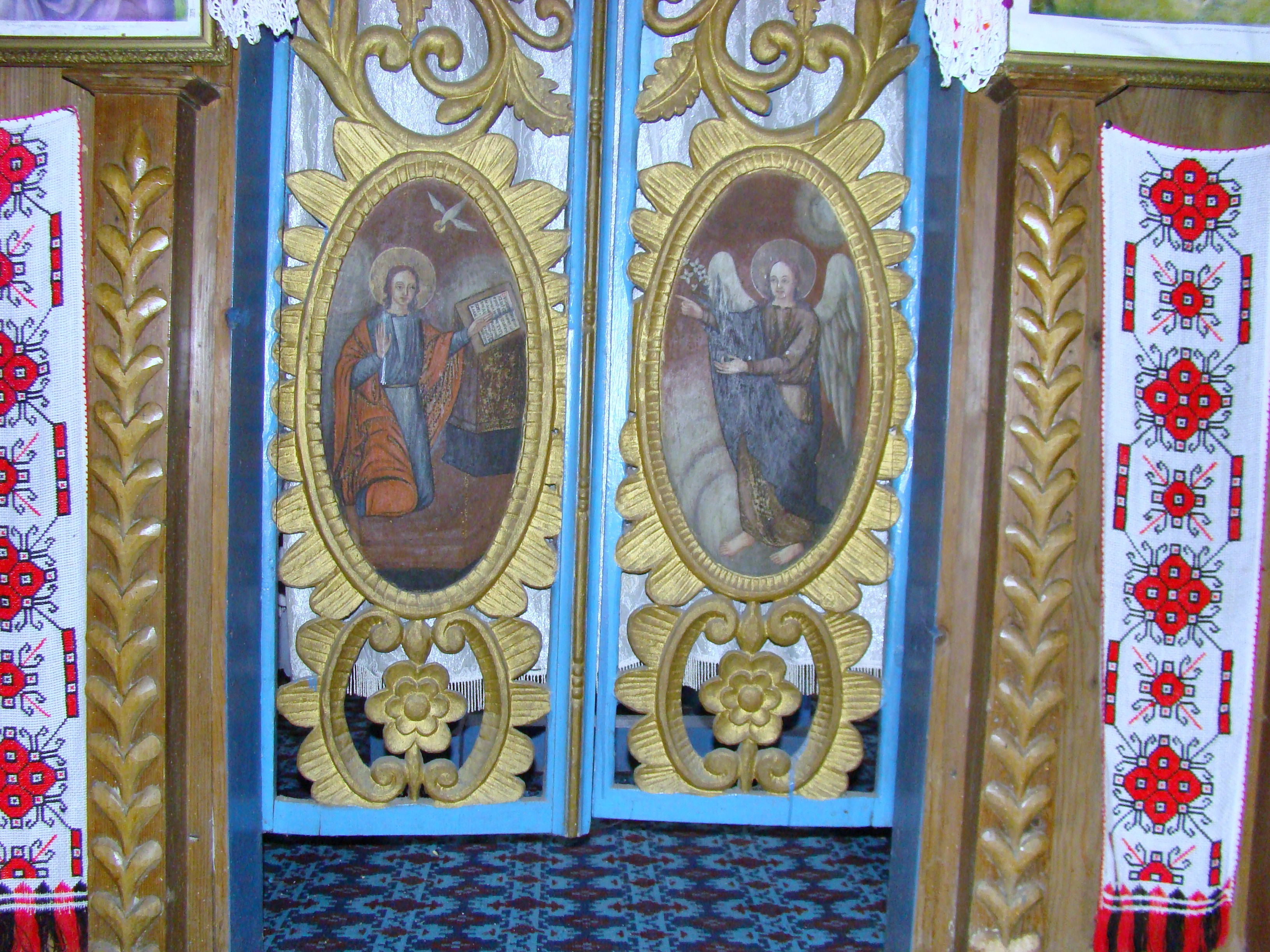
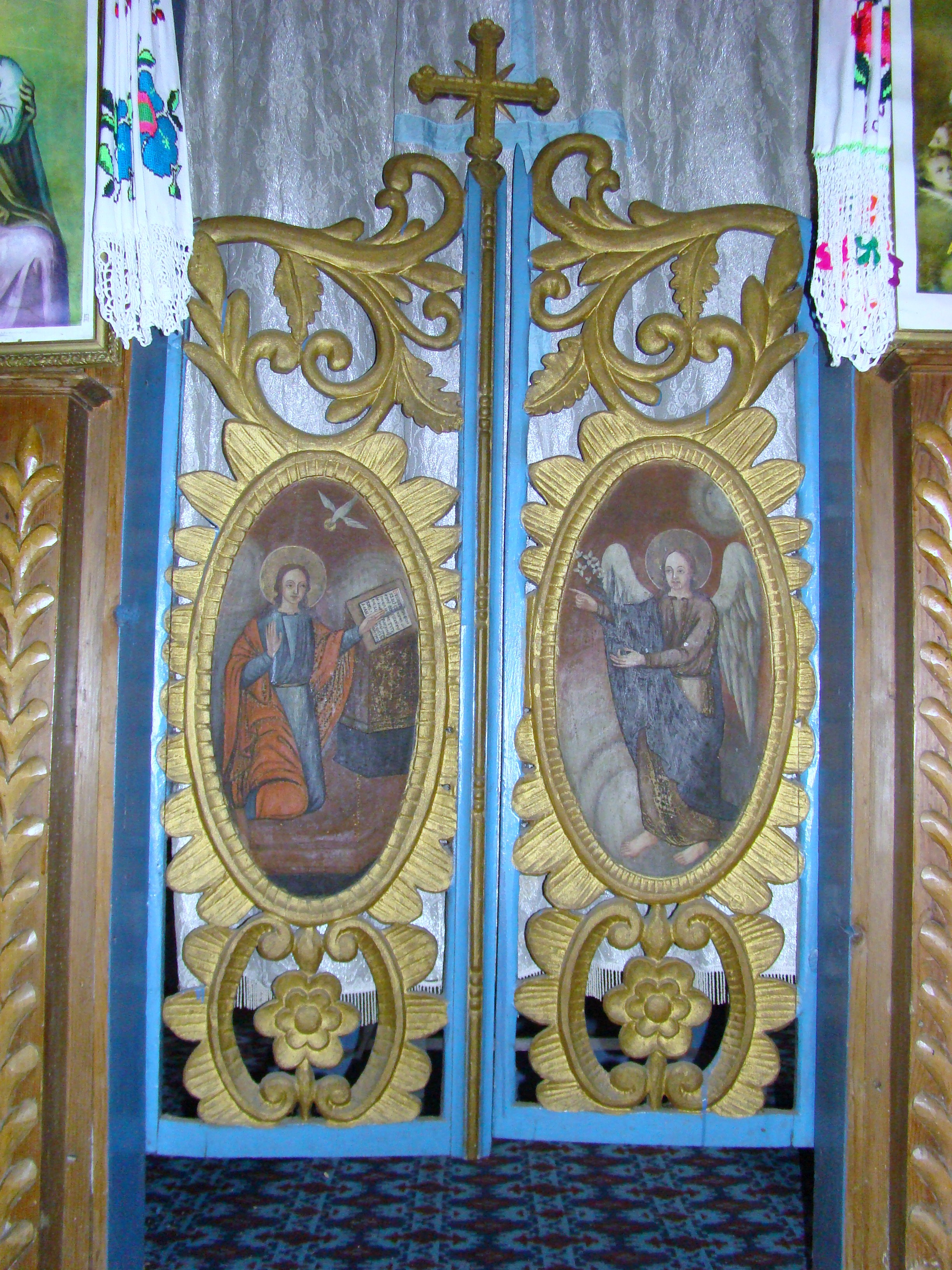
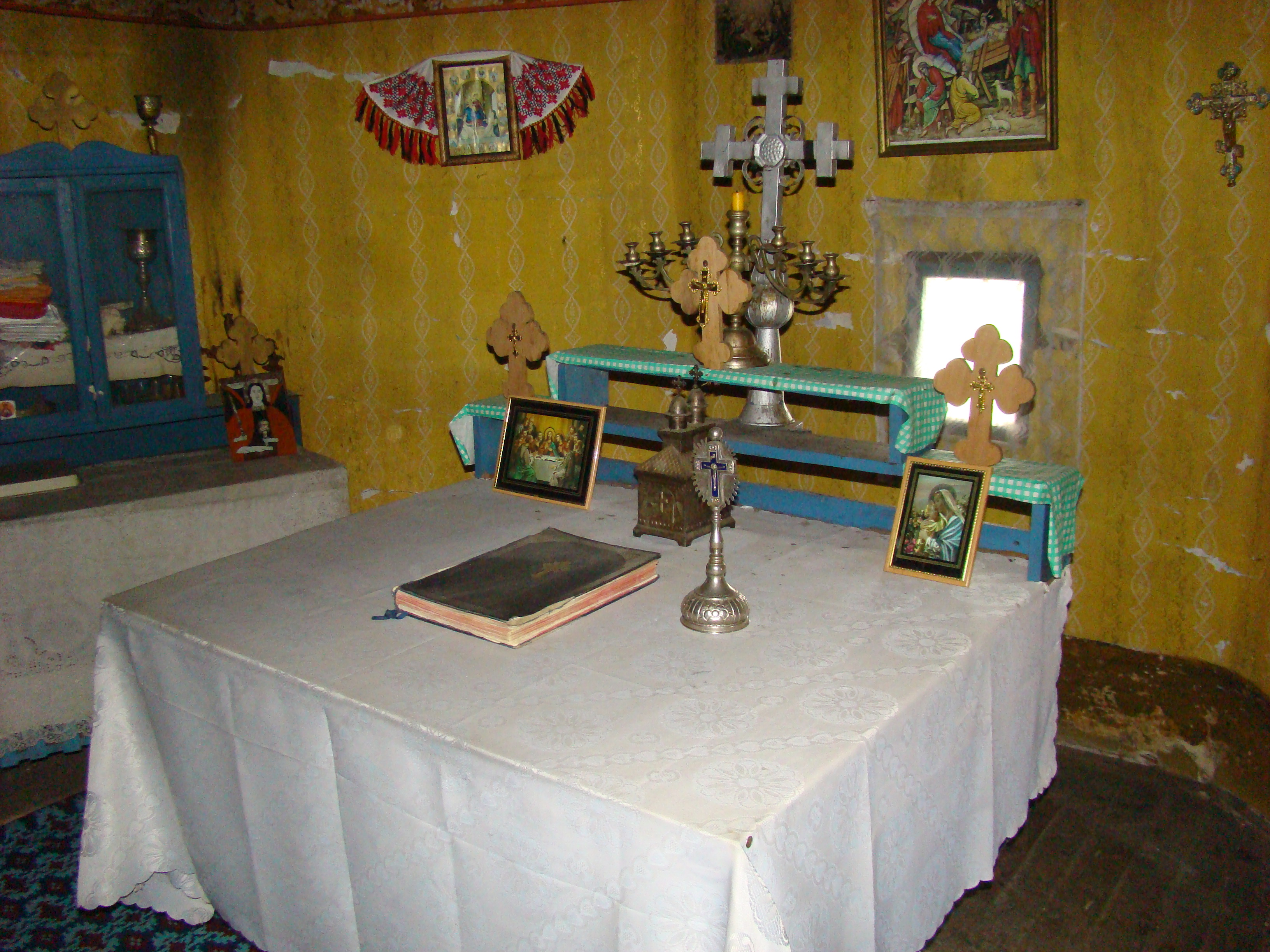

## Imagini din exterior

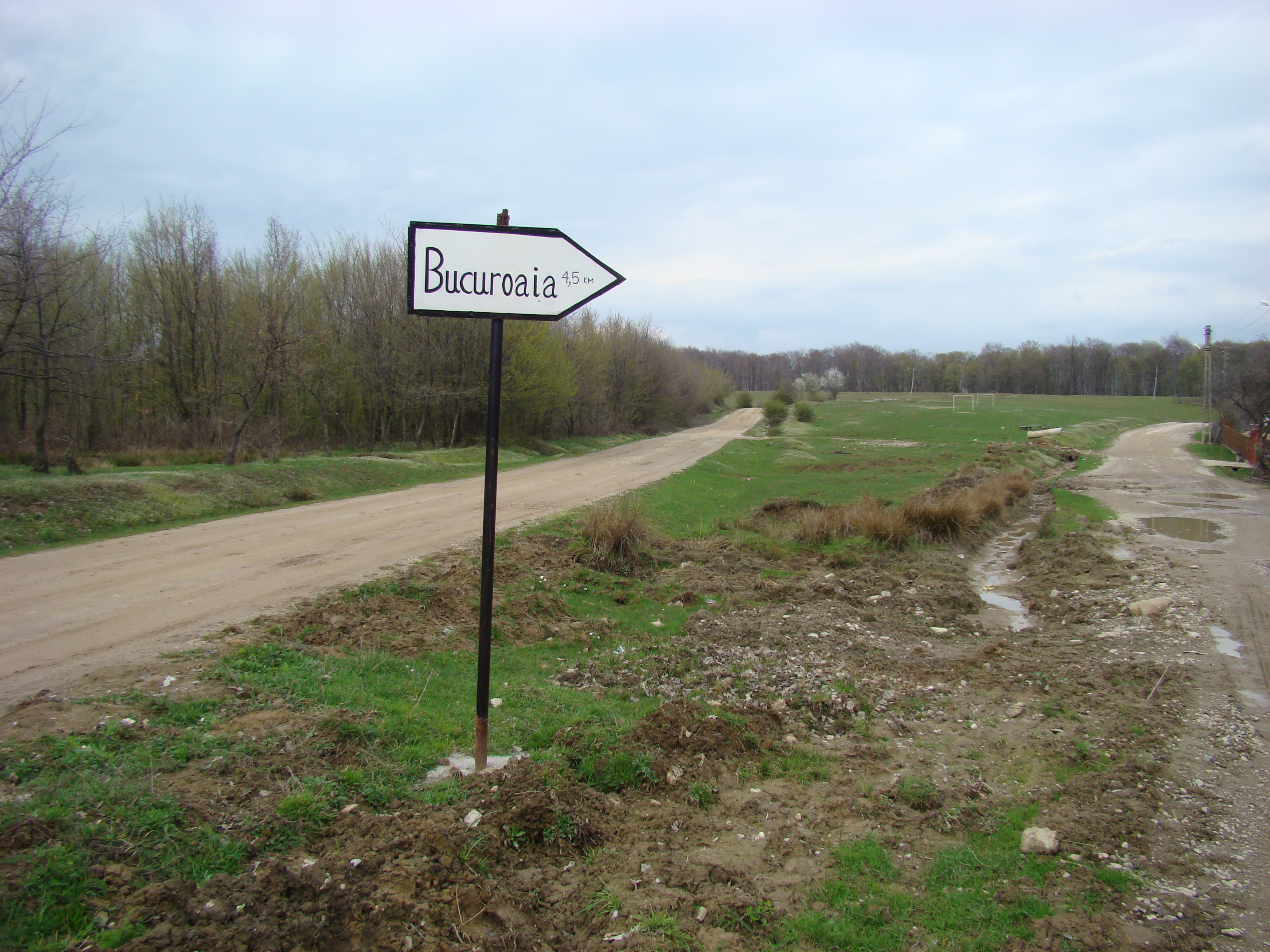
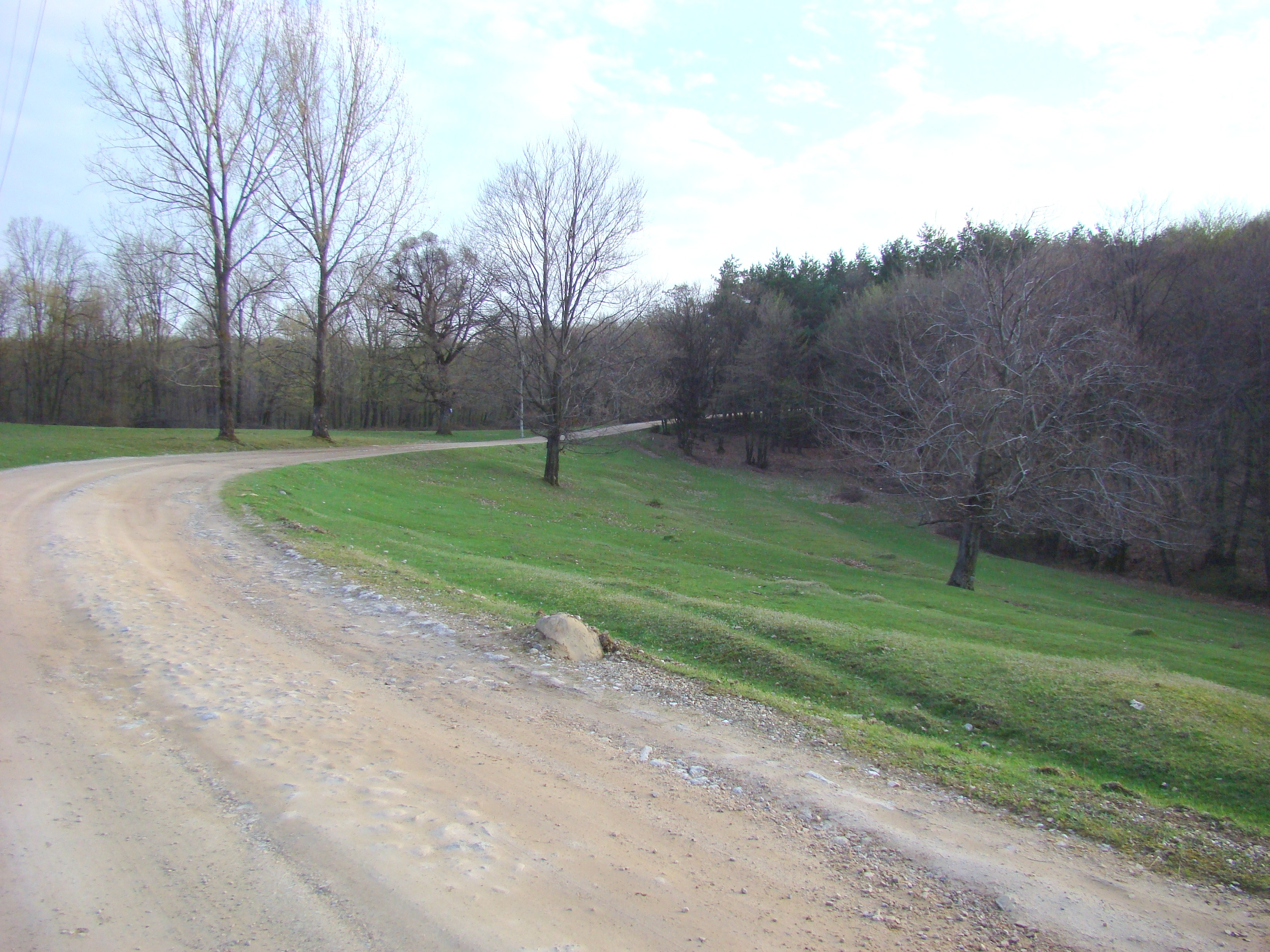
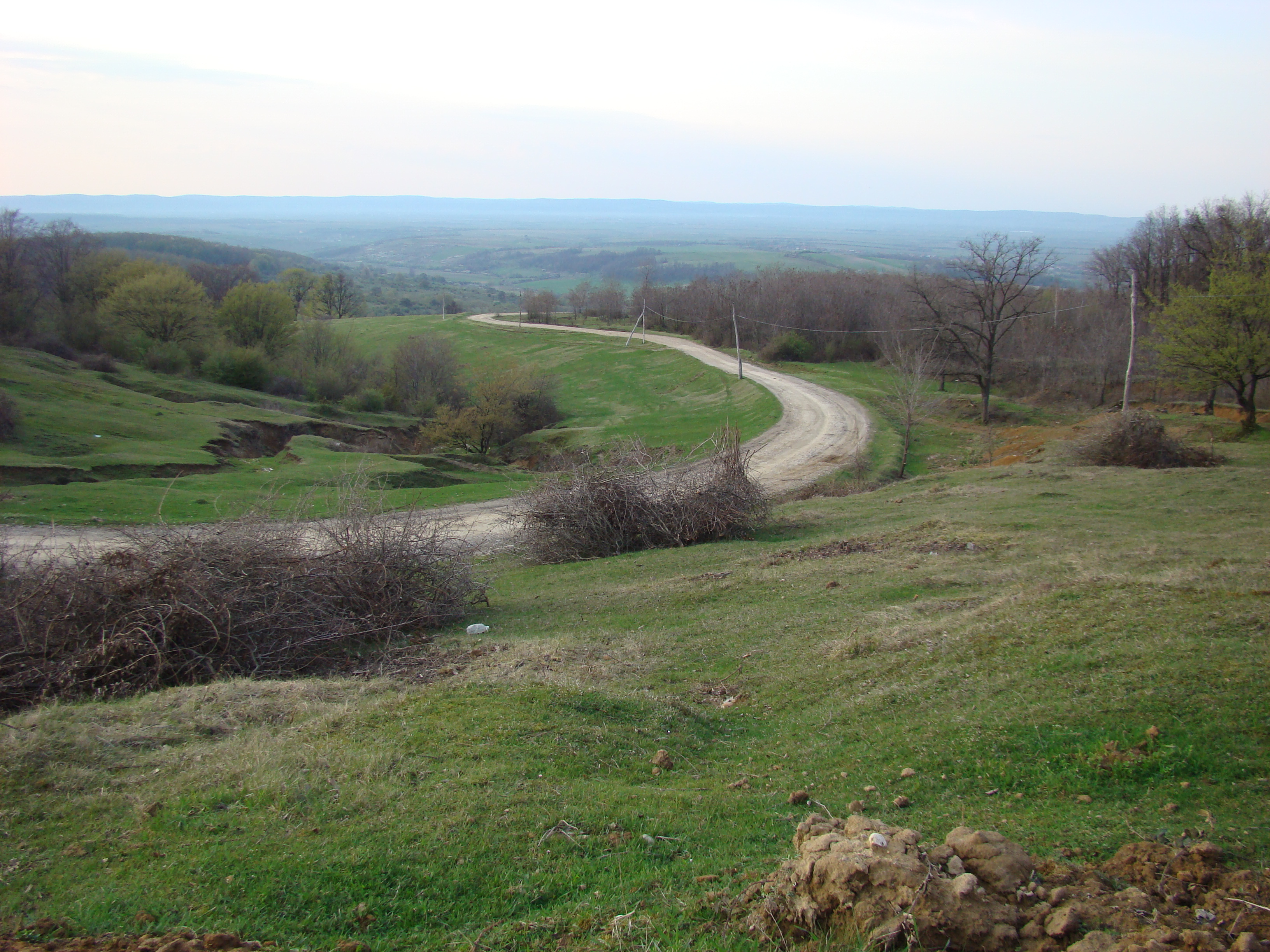
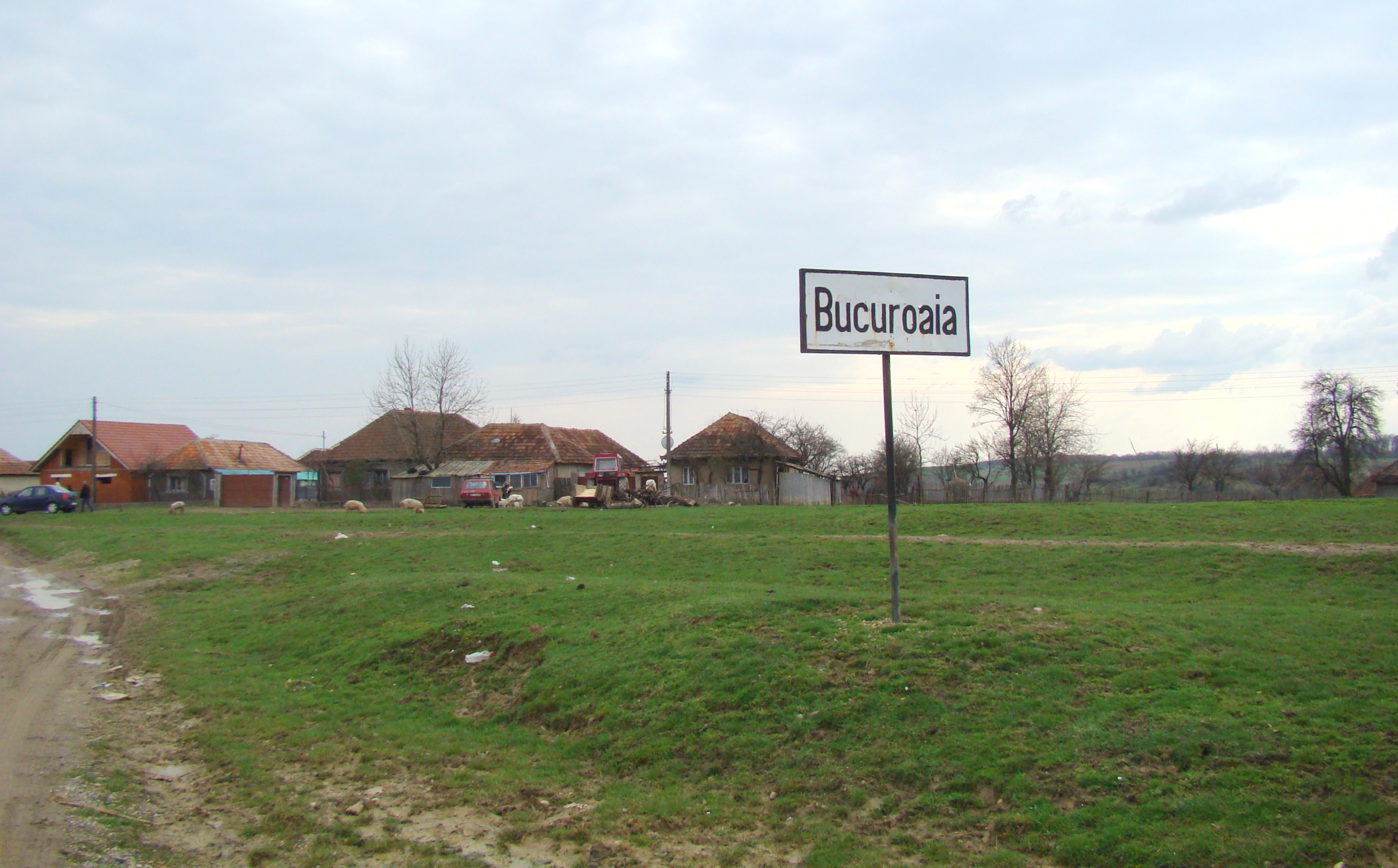
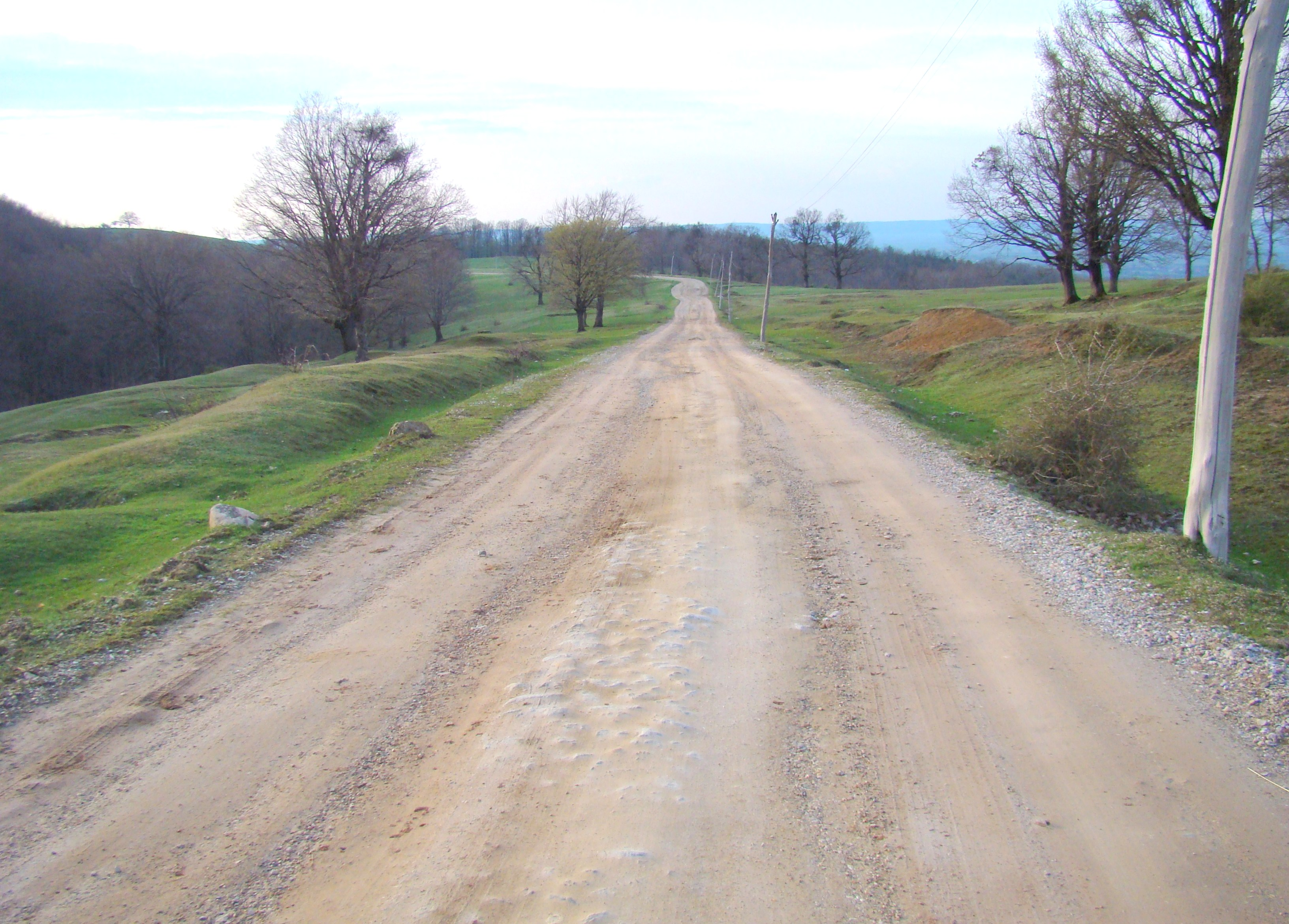
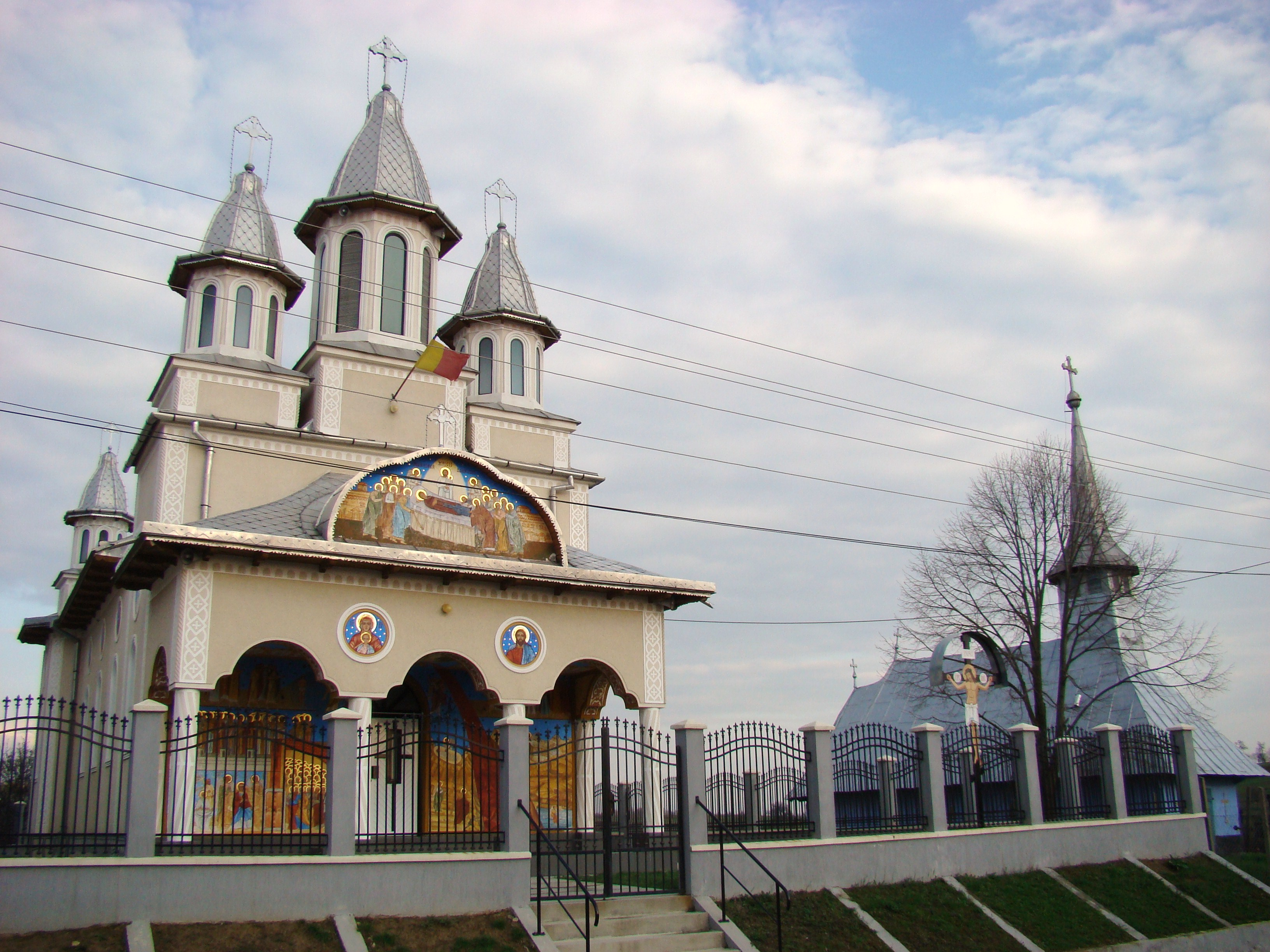
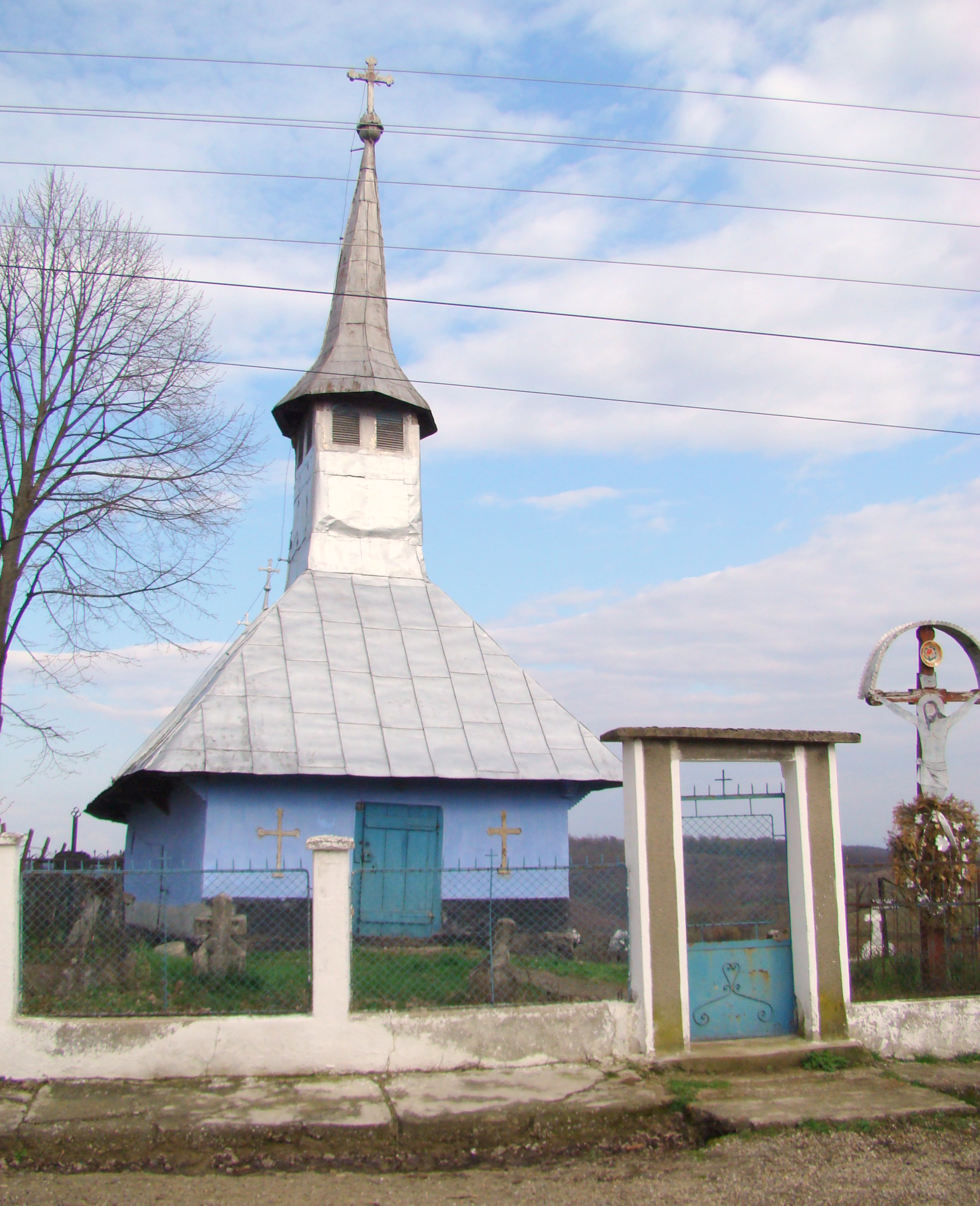
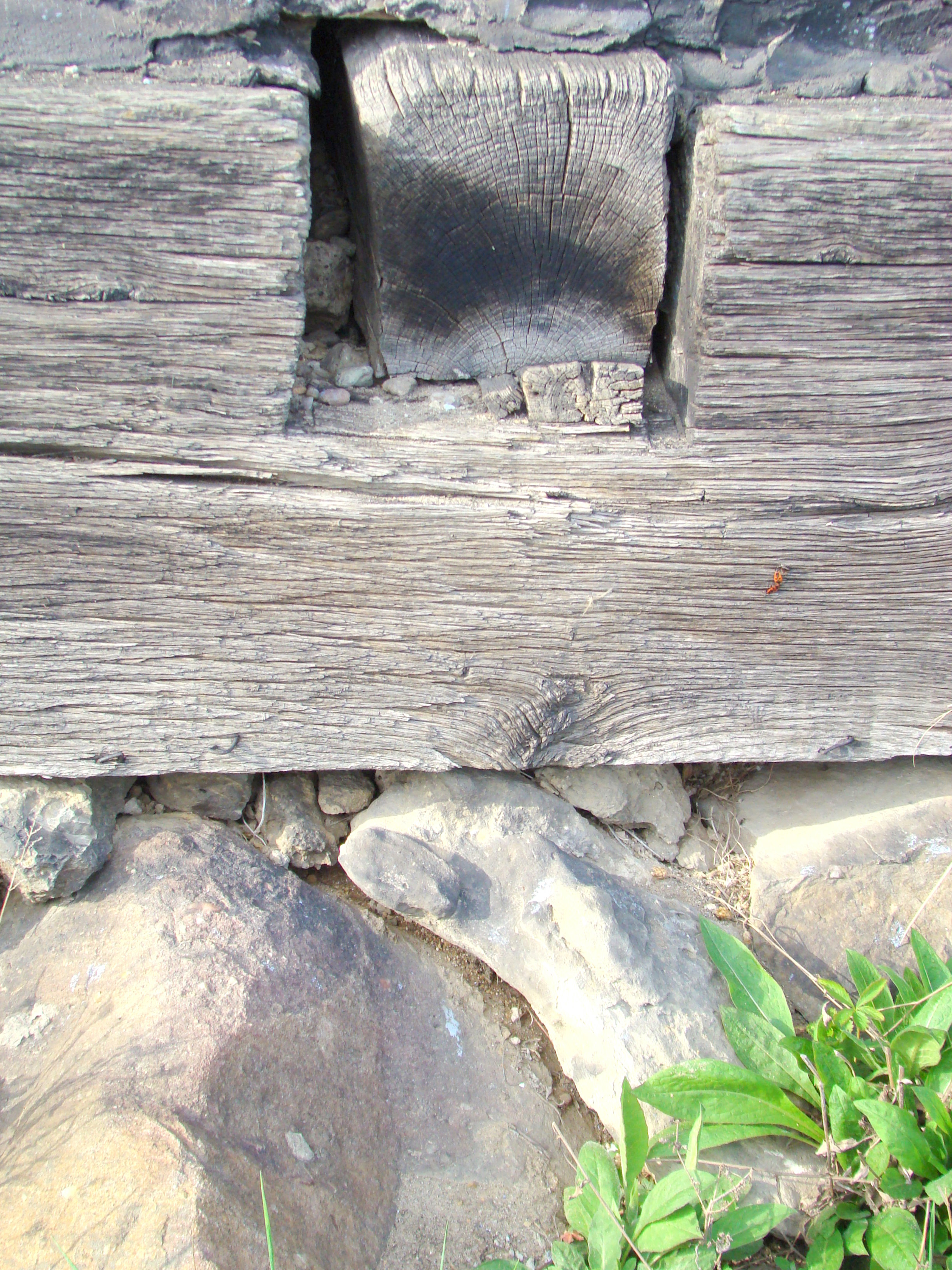
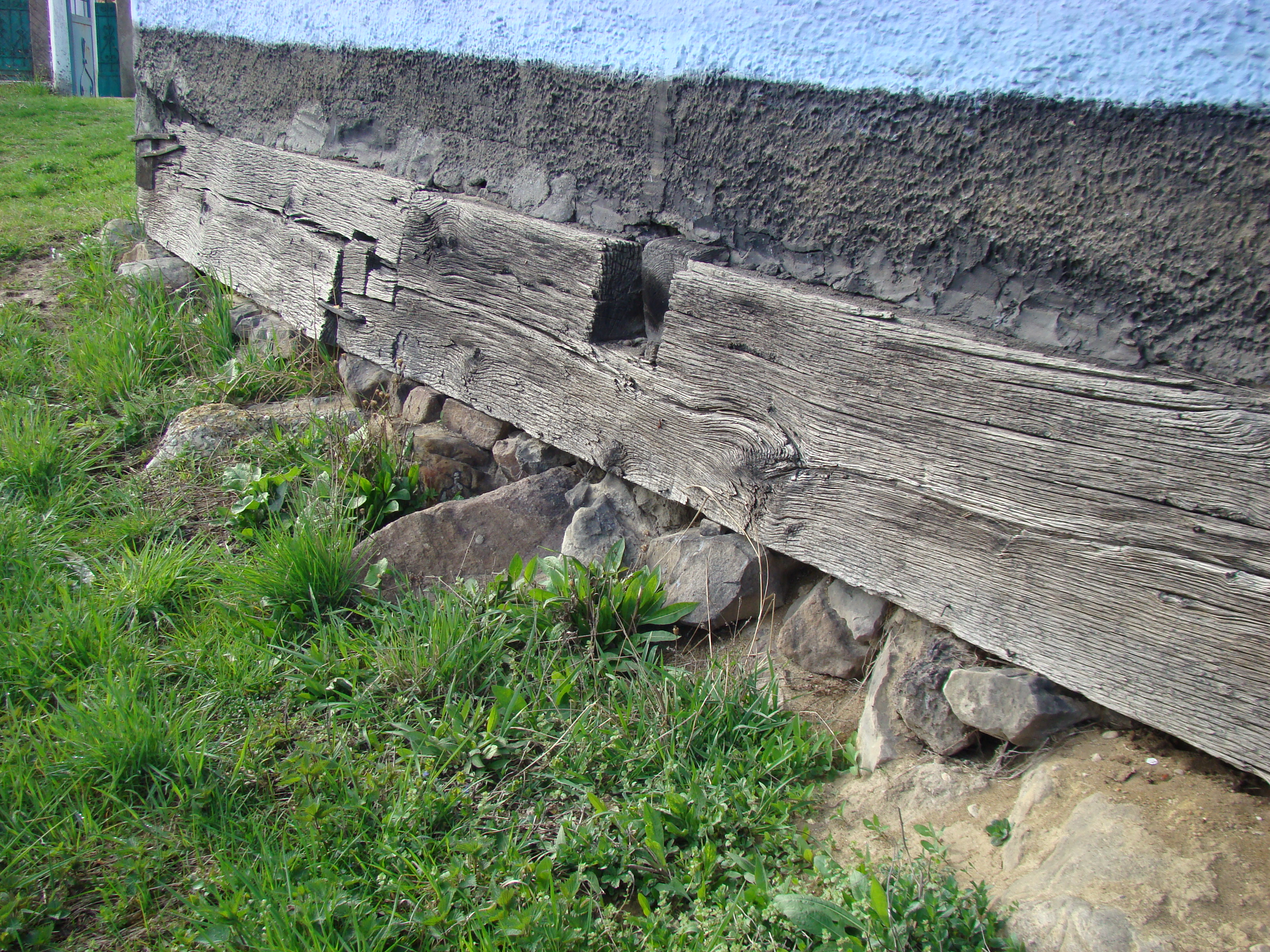
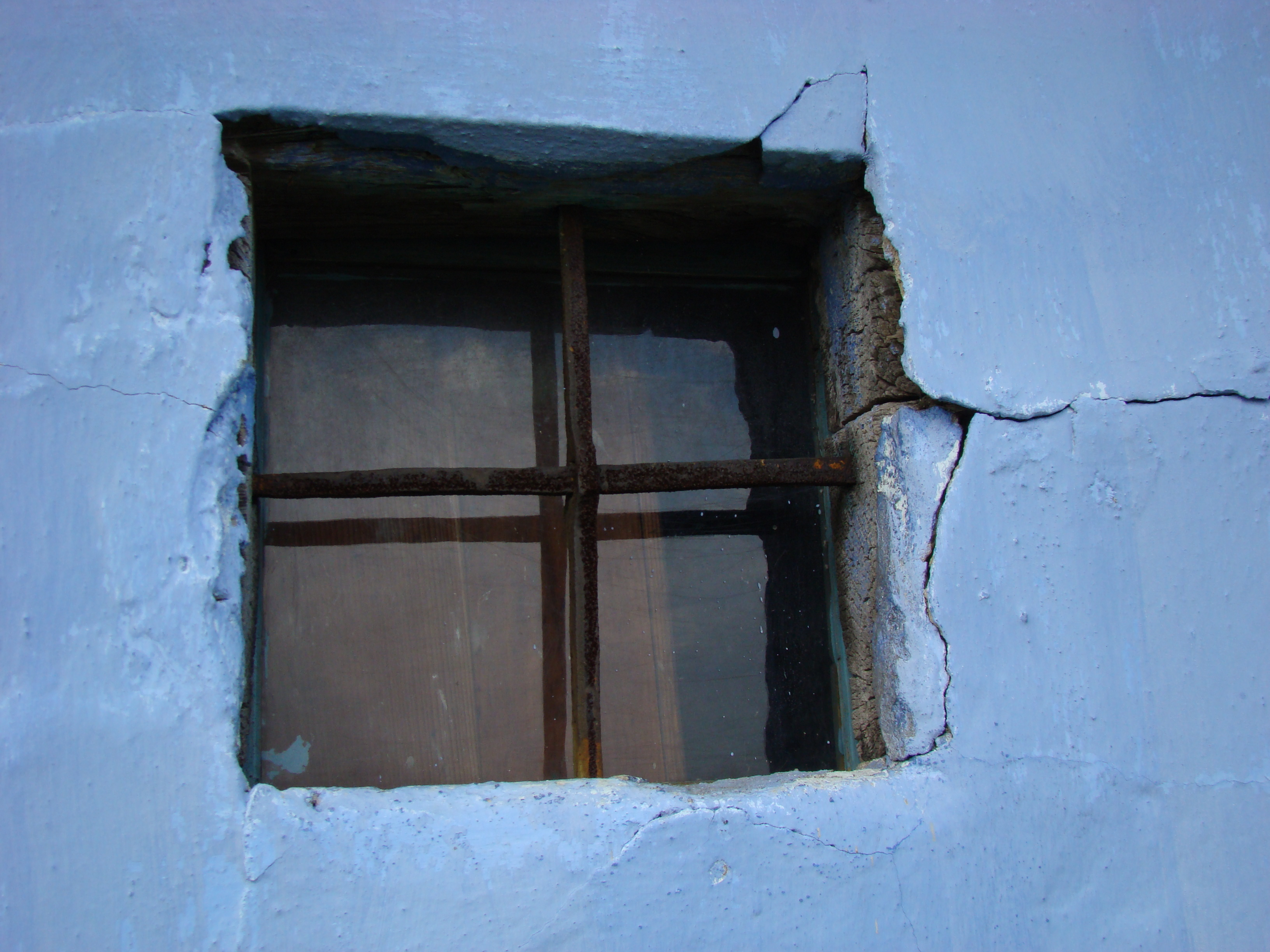
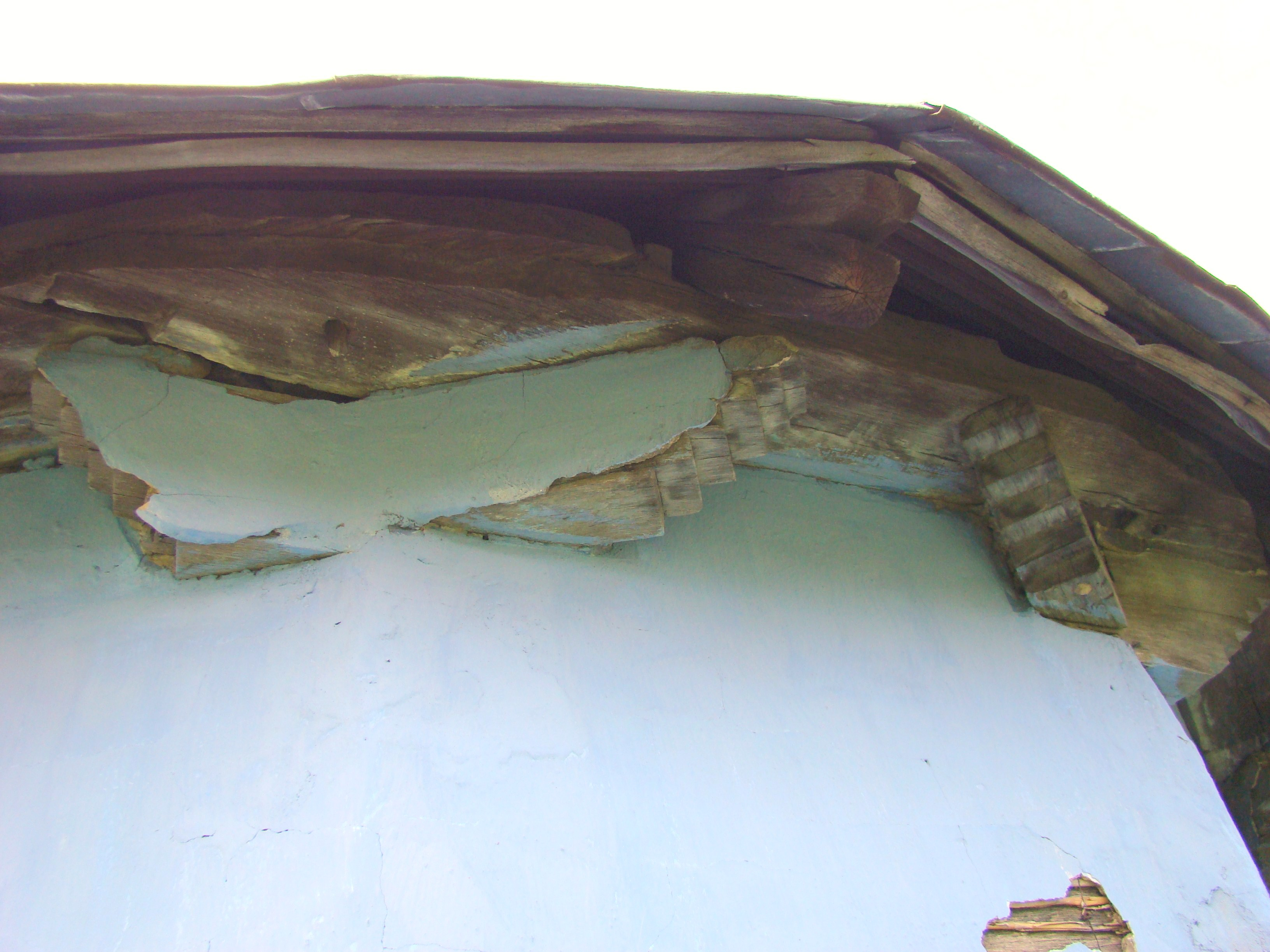
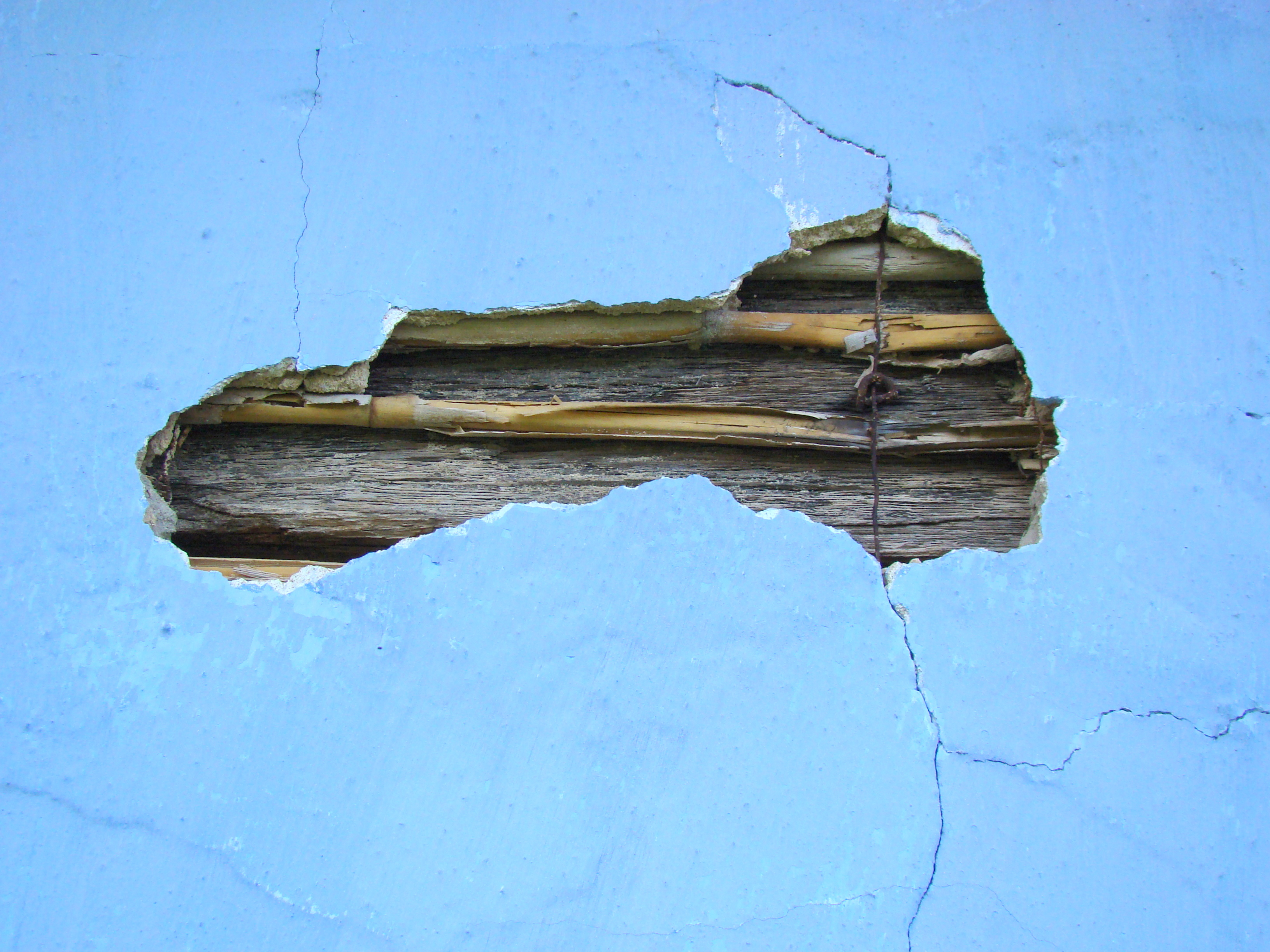
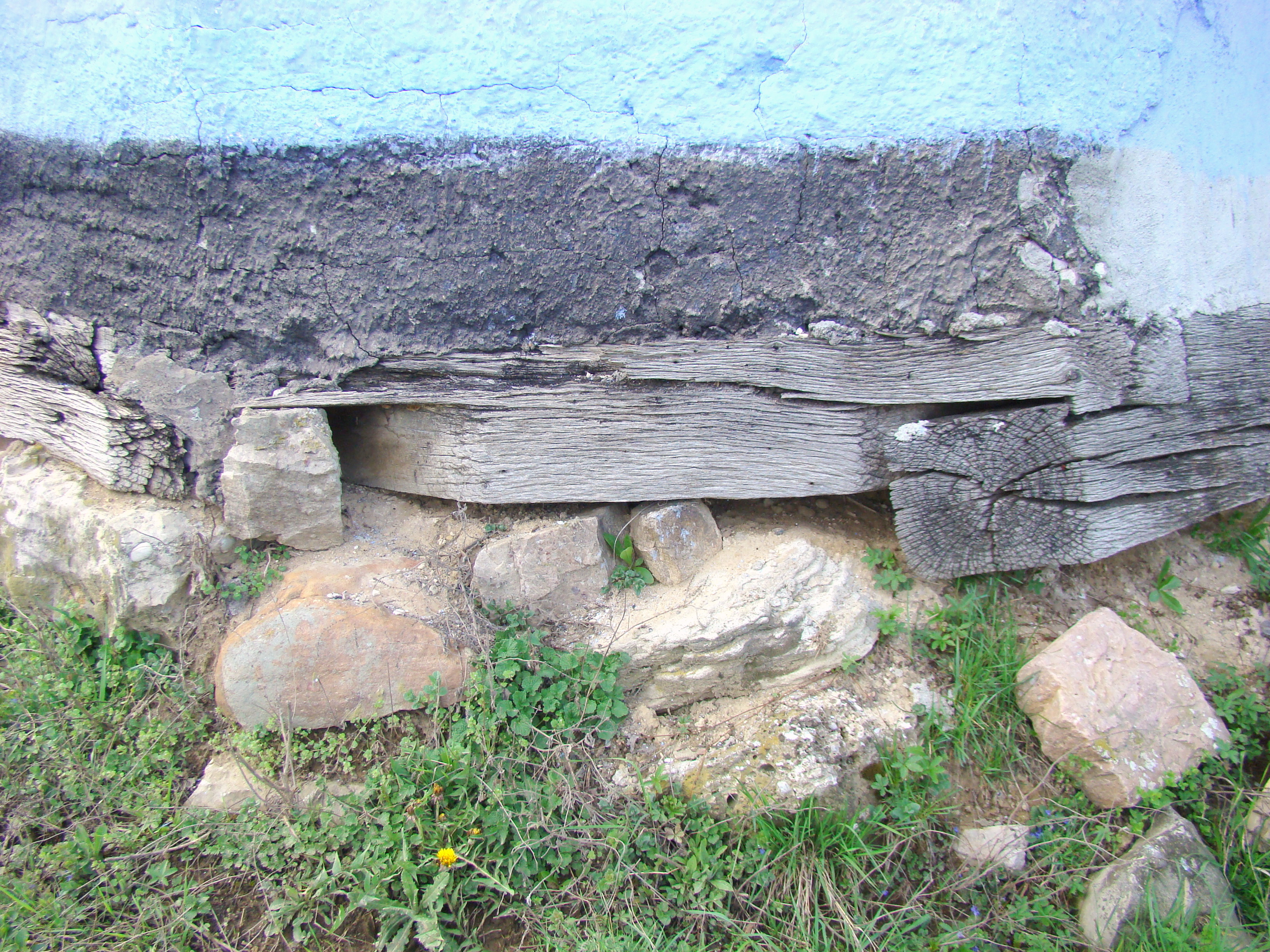
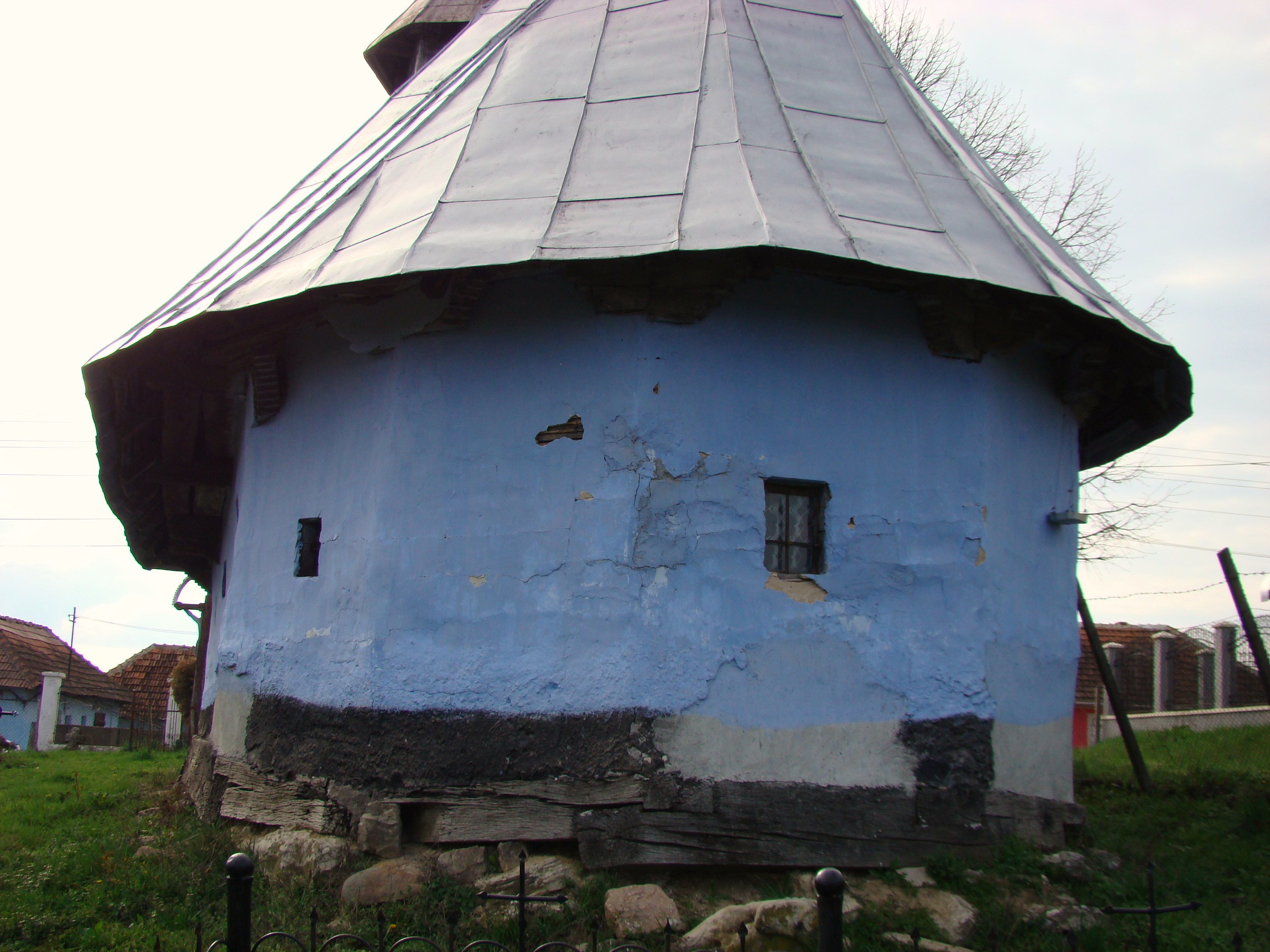
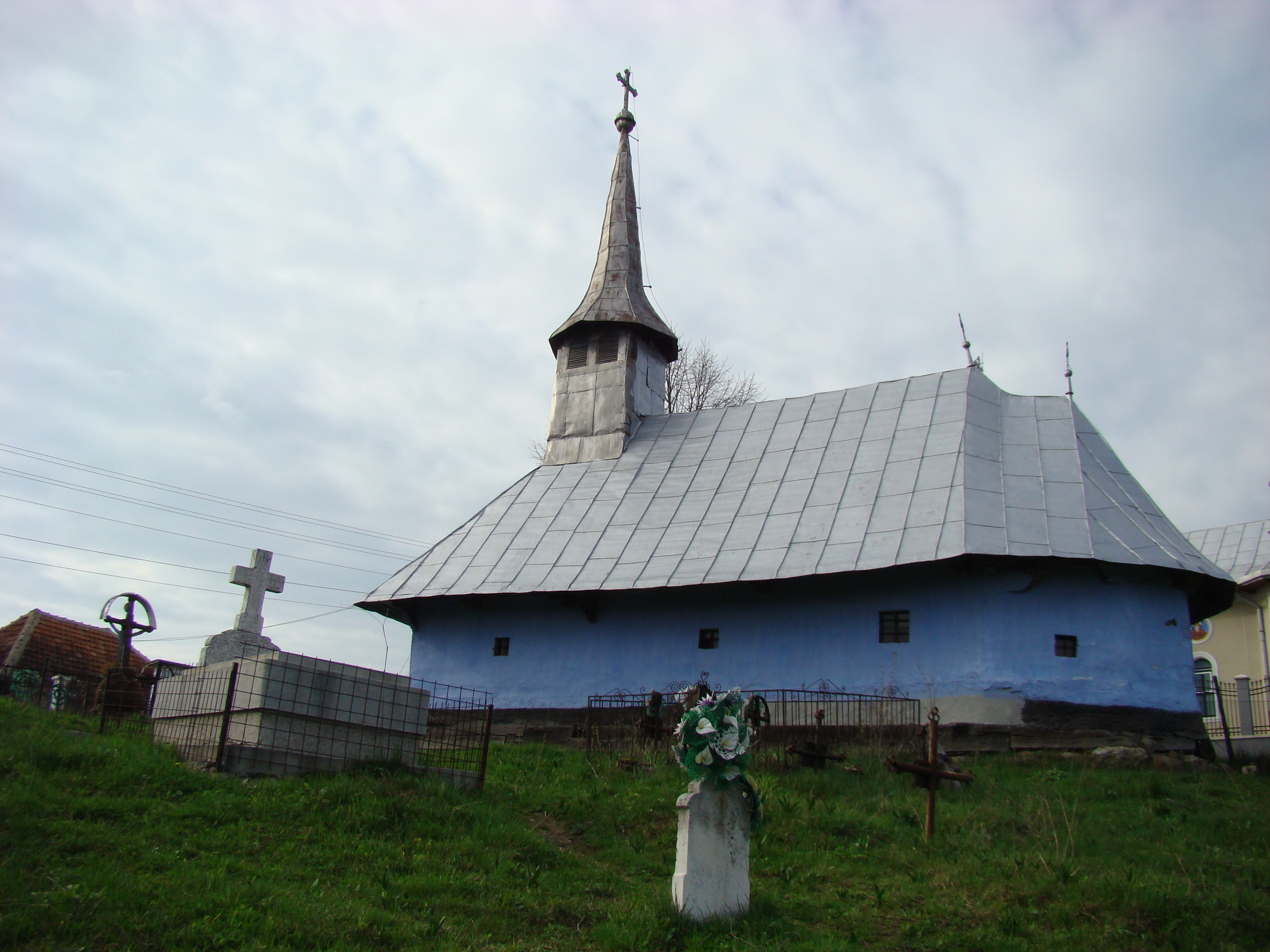
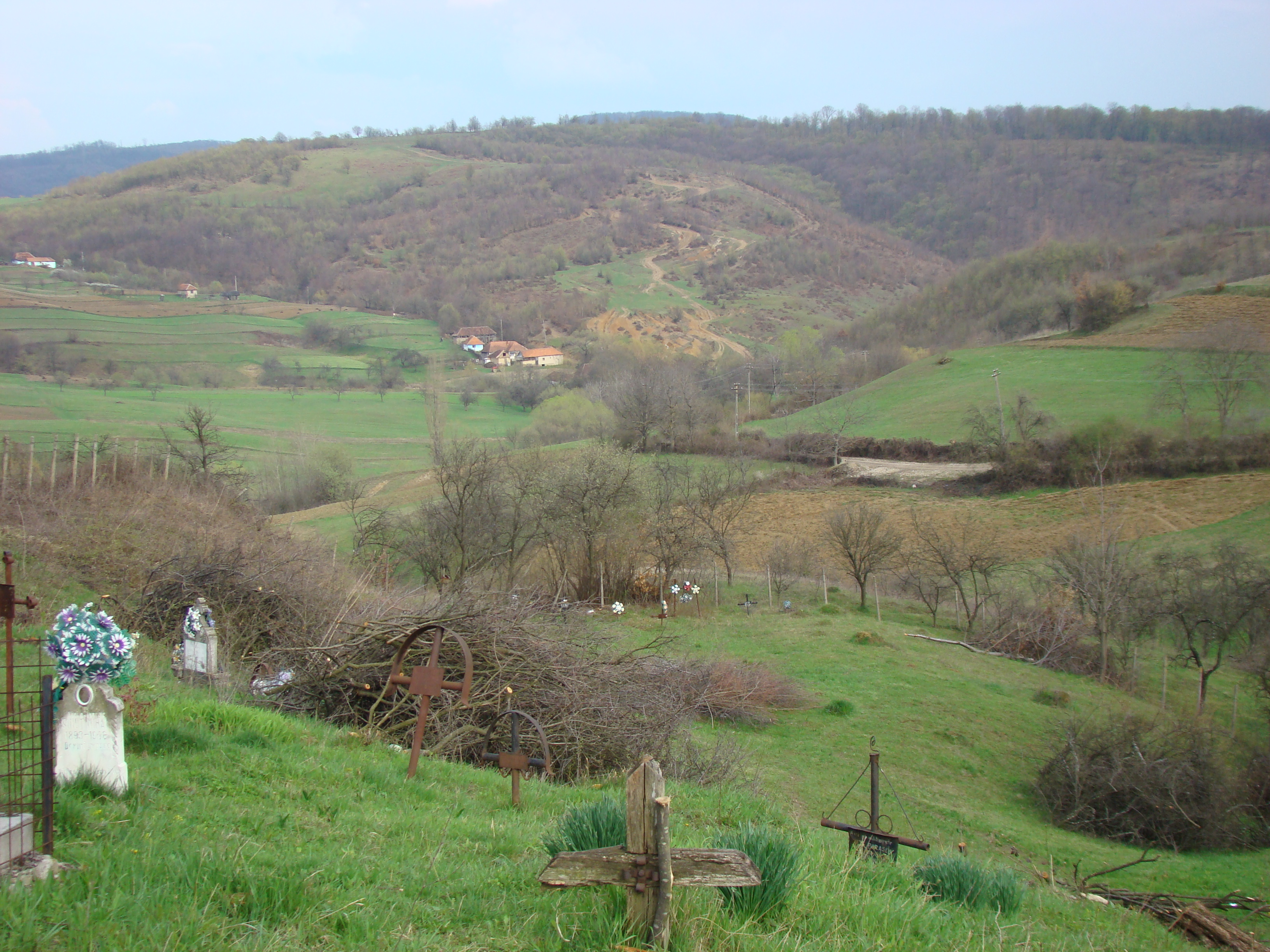
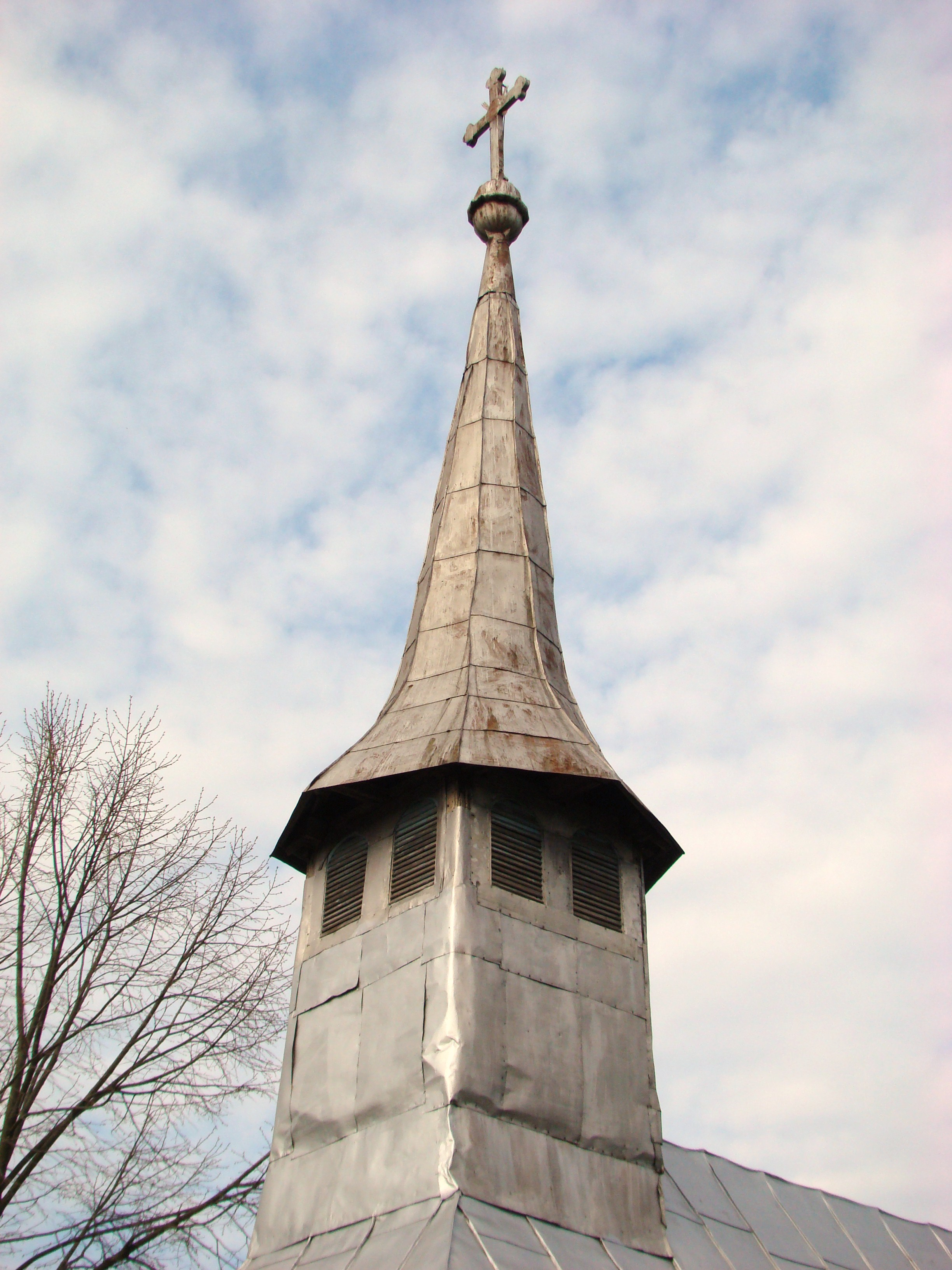
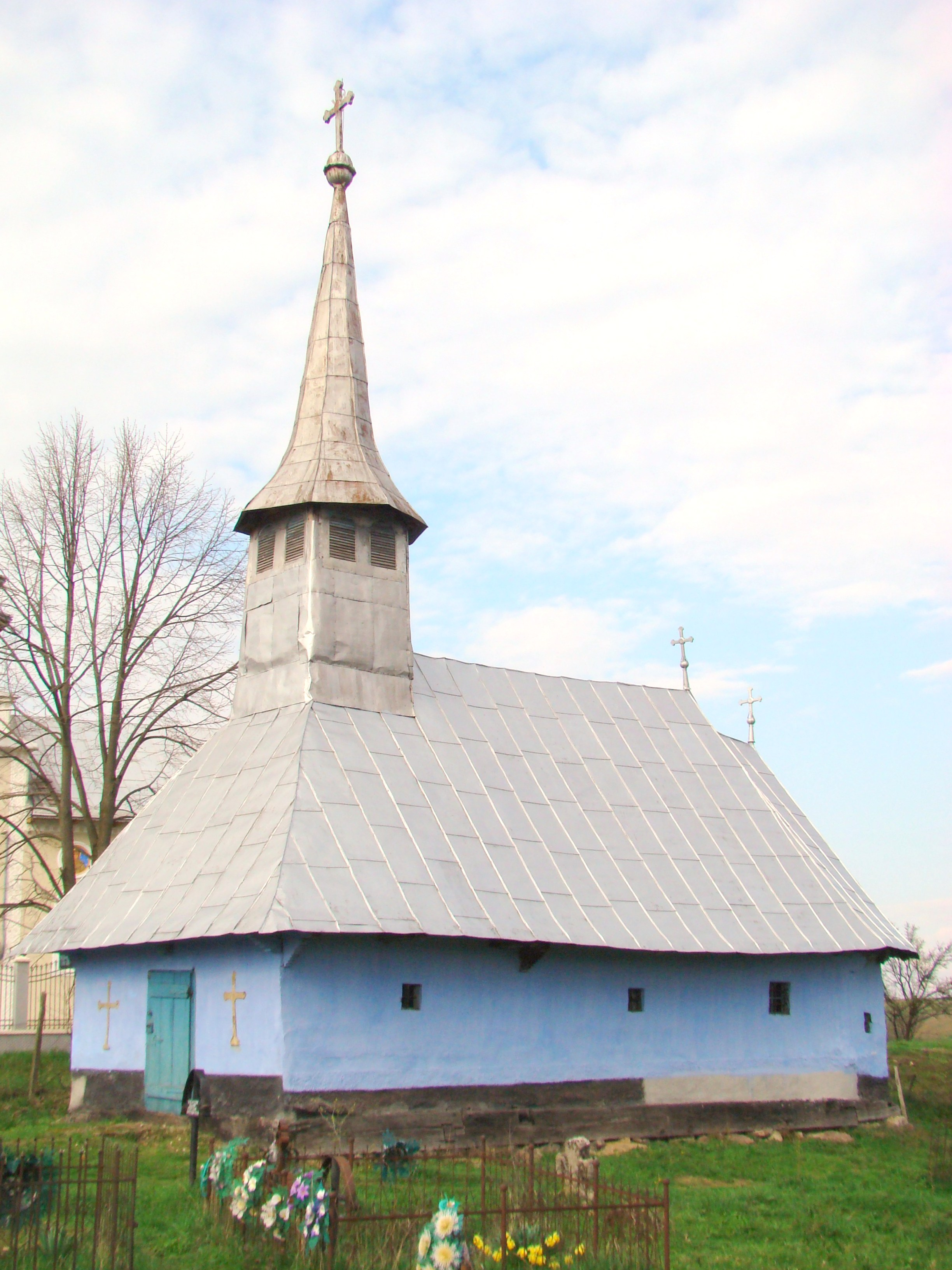
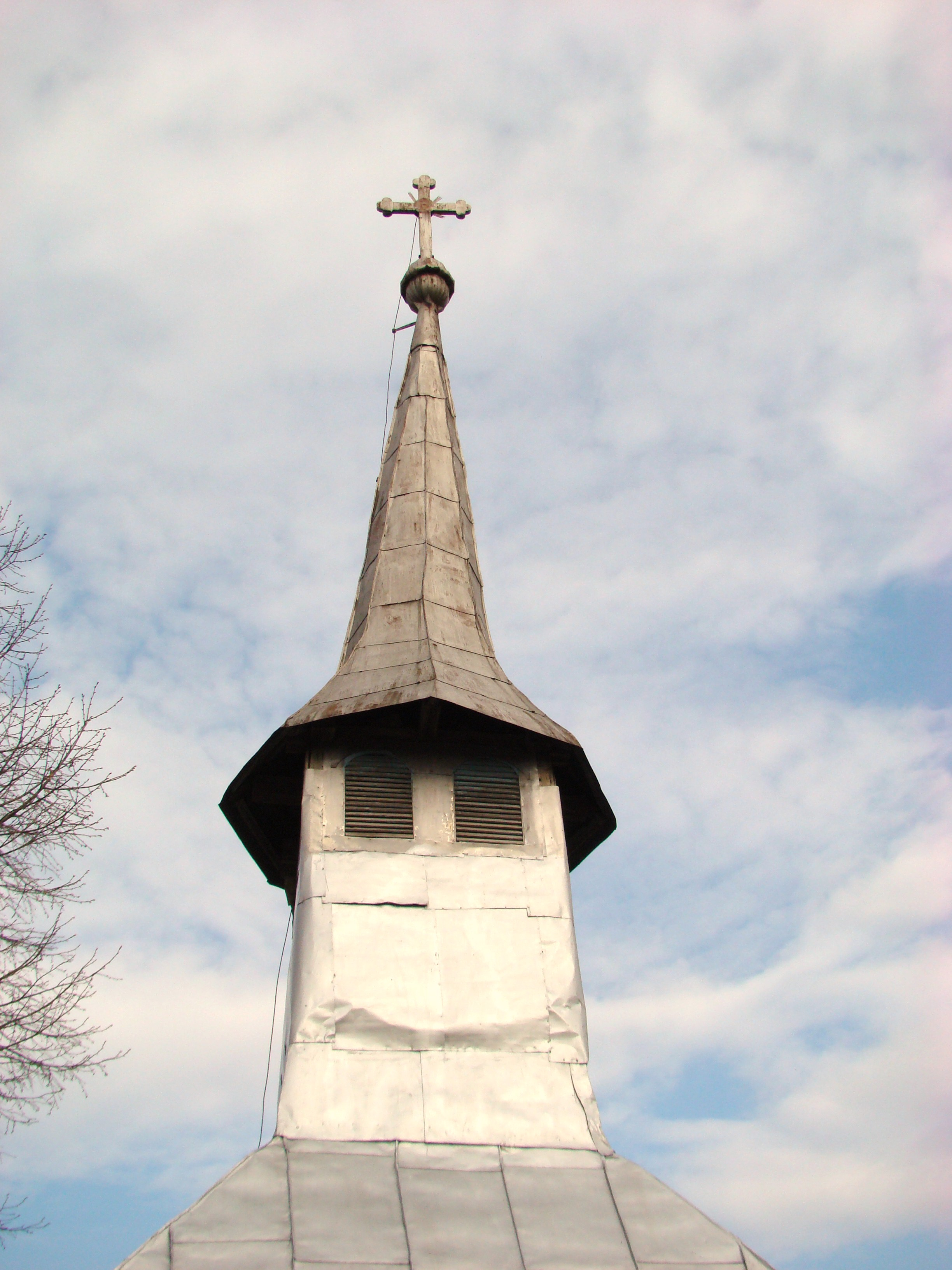
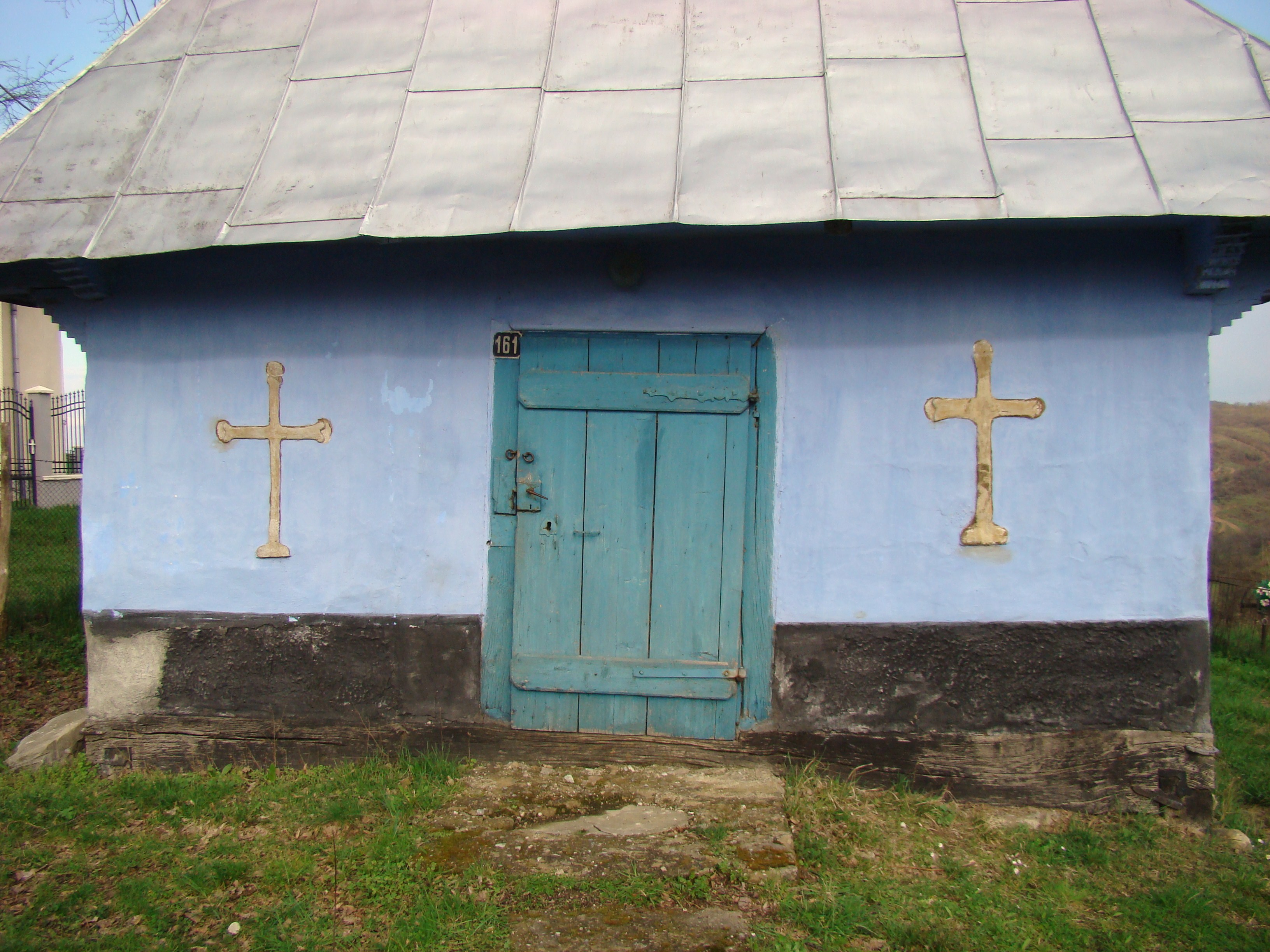